# Équateur (pays)
Pour les articles homonymes, voir Équateur, ECU, Ecuador, Equador et Equator.
République de l'Équateur
República del Ecuador 
L'Équateur, en forme longue la république de l'Équateur (en espagnol : Ecuador et República del Ecuador), est un pays d'Amérique du Sud, frontalier du Pérou au sud et à l'est et de la Colombie au nord-est, baigné à l'ouest par l'océan Pacifique.
L'Équateur, avec une superficie de 283 520 km2, est l'un des plus petits pays d'Amérique du Sud aux côtés du Suriname, de l'Uruguay, du Guyana et du Paraguay.
Le pays est partagé en trois grandes régions géographiques : la côte du Pacifique, où se trouve le grand port de Guayaquil, la partie andine du pays, où se trouve la capitale Quito qui est en même temps la plus grande ville du pays, et l'Amazonie équatorienne, dans l'est du pays. Les deux premières de ces régions concentrent l'essentiel de la population et des activités économiques du pays, tandis que la partie amazonienne, moins peuplée, recèle des ressources significatives en hydrocarbures, ainsi qu'une biodiversité extrêmement importante.
À ces trois grandes régions continentales s'ajoute une région insulaire formée par les îles Galápagos ; celles-ci forment un archipel situé dans le Nord-Est de l'océan Pacifique sud, à un millier de kilomètres à l'ouest de la côte équatorienne.
Depuis son indépendance du royaume d'Espagne en 1822, l'Équateur est une république, aujourd'hui divisée en vingt-quatre provinces. La Constitution de 2008 le définit comme un État « interculturel » et « plurinational » : si l'espagnol est la langue officielle de la République, des nations indigènes sont reconnues, et le kichwa et le shuar ont un statut de langues de relations interculturelles.
Les principales exportations du pays sont les hydrocarbures et des produits agricoles, tels que les bananes, les roses ou les crevettes.
Outre l'Organisation des Nations unies, l'Équateur est membre de l'Organisation des États américains, de la Communauté andine et de l'Union des nations sud-américaines.

## Histoire

### Période préhispanique
Les restes archéologiques les plus anciens trouvés en Équateur, correspondant à la culture Valdivia, datent du quatrième millénaire av. J.-C. et ont été trouvés dans les provinces du Guayas et de Santa Elena. D'autres sites archéologiques ont été découverts sur la côte aussi bien que dans la sierra équatorienne. Ils correspondent à plusieurs cultures (Jama-Coaque, La Tolita, Machalilla, Chorrera, Manteño-Huancavilca, etc.). Malgré ces découvertes, ces cultures restent mystérieuses et on dispose de relativement peu de connaissances certaines sur l'histoire de l'Équateur jusqu'au XVe siècle[réf. nécessaire].
Au XVe siècle, l'Équateur était peuplé par différentes ethnies parlant des langues distinctes : sur la côte, les cultures Esmeralda, Manta, Huancavilca et Puná (du nord au sud), pratiquant toutes la pêche, la chasse, l'agriculture et le commerce (aussi bien par la mer entre différentes zones côtières qu'avec les Indiens de la sierra). Dans la sierra, les principales cultures à cette même période étaient les Pastos, les Caras, les Panzaleo, les Puruhá, les Cañaris et les Paltas. Leur économie était essentiellement agricole, avec un mode de vie sédentaire et un important usage de l'irrigation en particulier pour les Cañaris. L'organisation politique se faisait autour de caciques, qui nouaient entre eux des alliances fluctuantes et étaient capables de lever des armées et d'administrer certains territoires.
Les Andes équatoriales sont conquises par les Incas sous les règnes de Tupac Yupanqui, qui conquiert le sud de l'actuel Équateur, puis de son fils Huayna Capac, né à Tomebamba, qui conquiert Quito et en réduit les dernières résistances des Otavalos lors du massacre de Yahuarcocha, vers 1505. À la mort de Huayna Capac en 1527, la noblesse, divisée sur le choix du successeur légitime, partage l'empire inca en deux, attribuant à Atahualpa la partie nord, avec pour capitale Quito, et à Huascar (son demi-frère) la partie sud, avec pour capitale Cuzco. Une guerre civile se déclenche rapidement entre les deux empereurs, qui tourne finalement à l'avantage d'Atahualpa, qui parvient à pénétrer profondément dans le territoire de Huascar et fait prisonnier ce dernier en 1532.
C'est alors qu'Atahualpa est aux bains de Cajamarca, se préparant à entrer en vainqueur à Cuzco, qu'a lieu sa rencontre avec Francisco Pizarro. Le conquistador, à la tête d'une petite armée et malgré l'escorte imposante d'Atahualpa, parvient à s'emparer de l'Inca et à le faire prisonnier le 16 novembre 1532. Malgré une forte résistance opposée aux conquérants espagnols par certains généraux d'Atahualpa, dont Rumiñahui, l'Équateur est conquis entre 1532 et 1534, et Sebastián de Belalcázar fonde Quito le 6 décembre 1534, sur les ruines du Quito inca détruit par Rumiñahui avant de l'abandonner aux Espagnols.

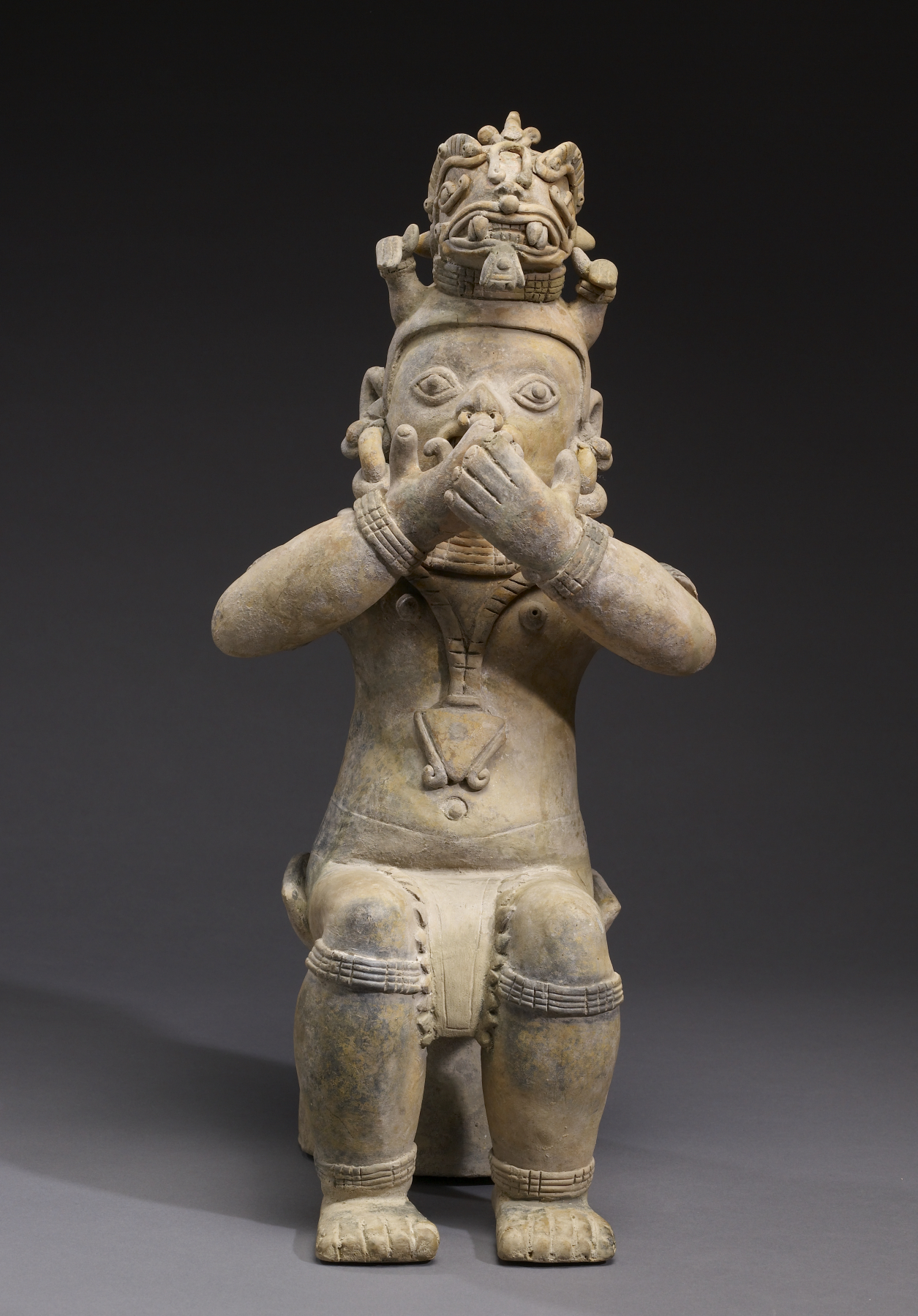
Figurine, culture Jama-Coaque (800 av. J.-C. - 300 ap. J.-C.).
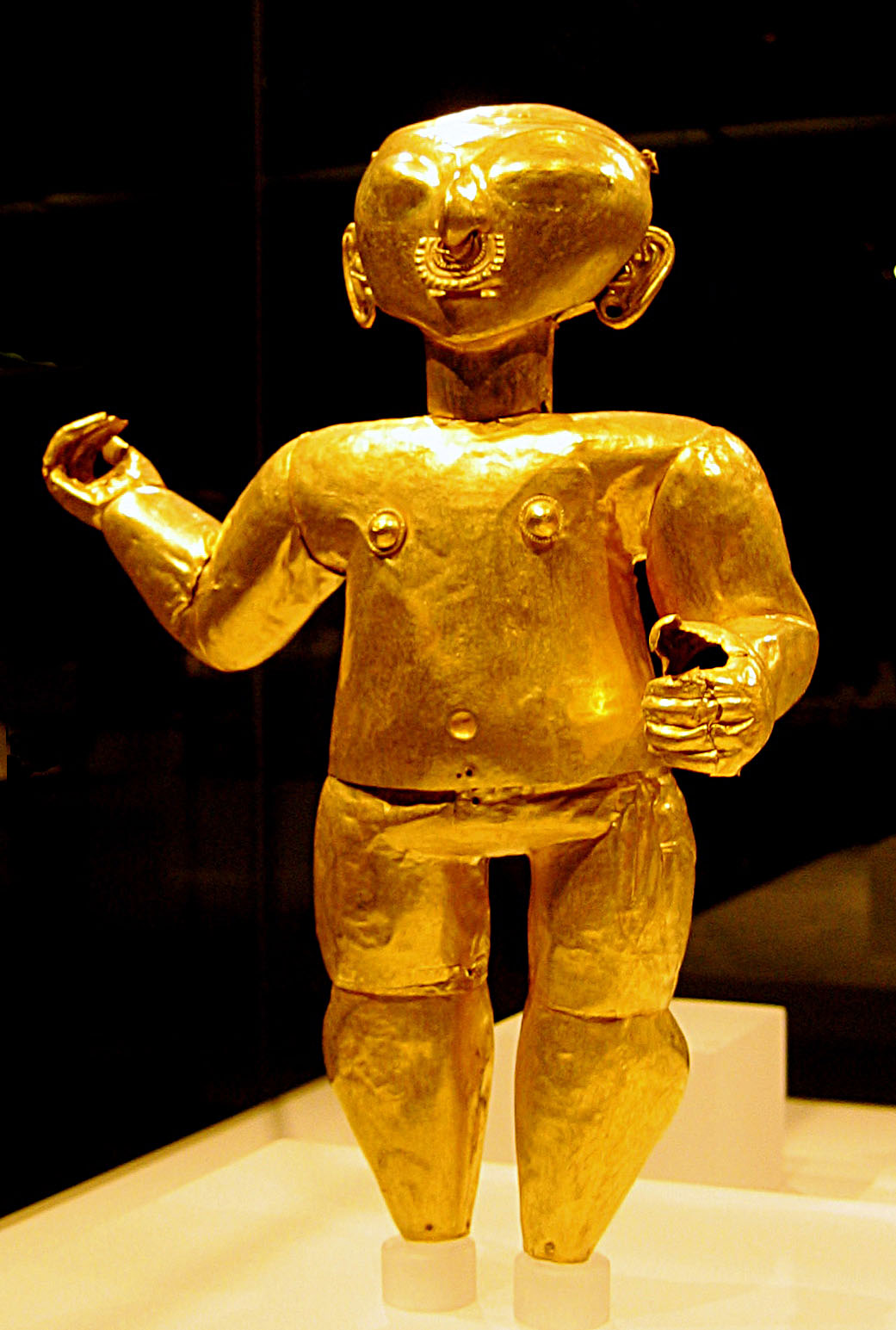
Statuette en or, culture La Tolita / Tumaco, 100 av. J.-C. - 100 ap. J.-C.).
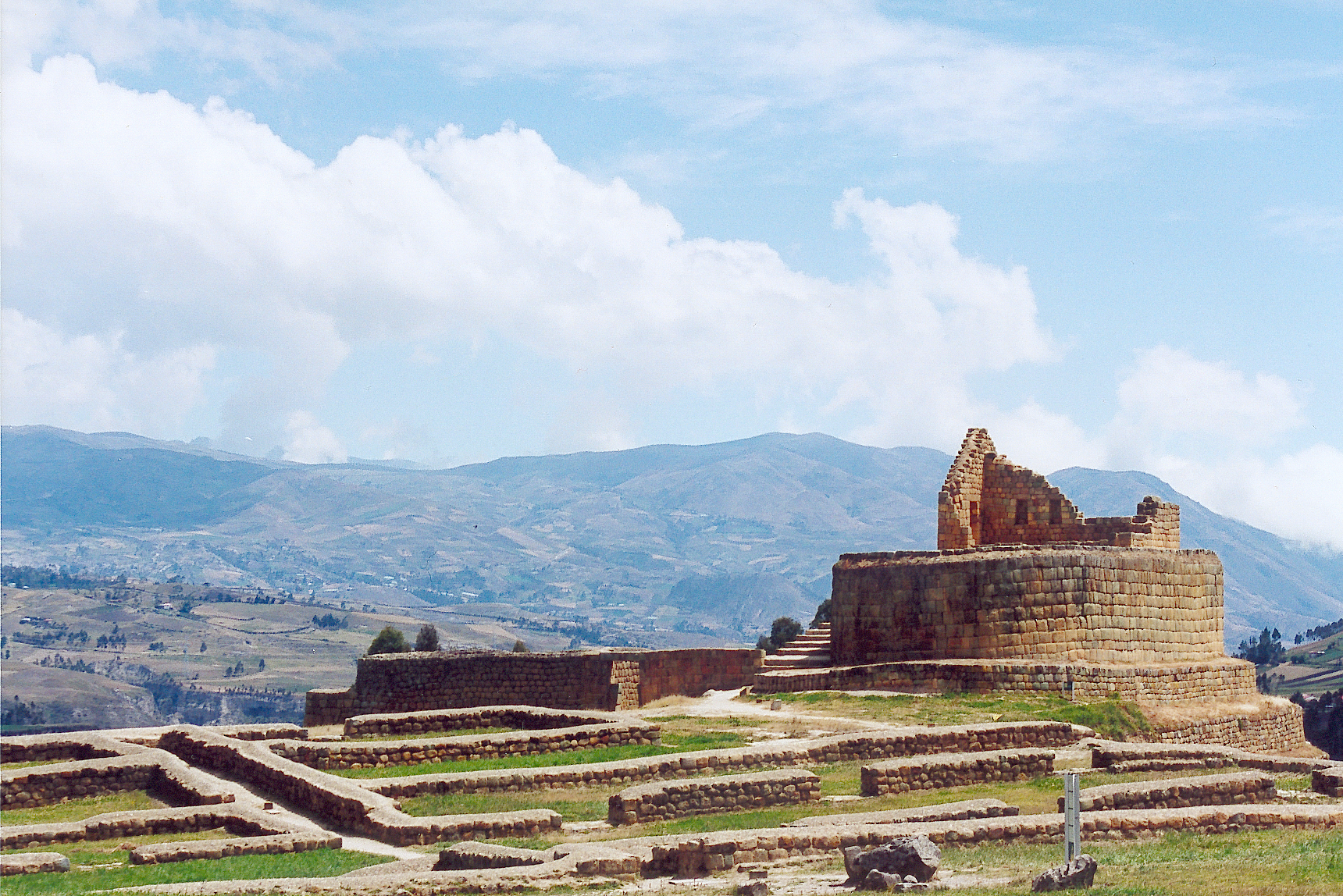
Ruines inca d'Ingapirca, près de Cañar.
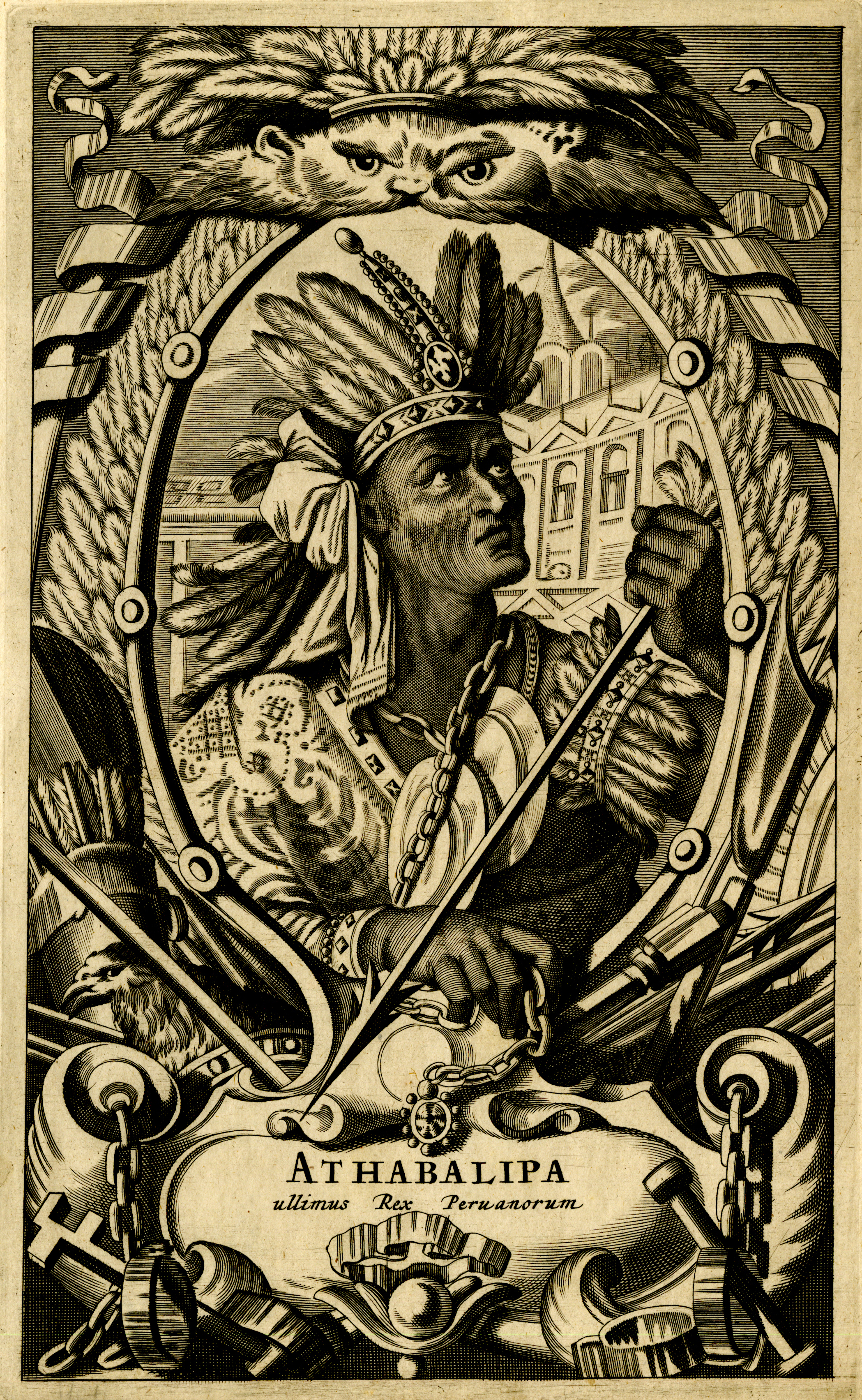
Atahualpa (empereur inca).

### Période coloniale

#### Fondation de l'Audience royale de Quito

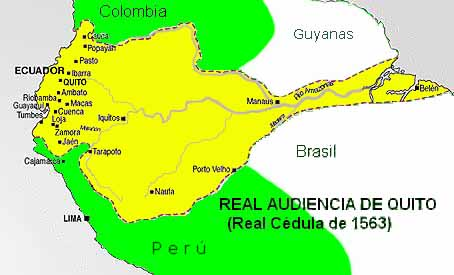
Territoires rattachés à l'Audience royale de Quito par le décret royal de 1563.

Après la conquête définitive de Quito, l'exploration du pays se poursuit et se concrétise par la fondation des villes les plus importantes du pays : tout d'abord Riobamba le 15 août 1534, Guayaquil le 25 juillet 1535, puis, dans les années qui suivent, Ambato et Manta, entre autres. Loja est fondée en 1548 et Cuenca en 1557. Le mythe de l'Eldorado naît à Quito, et l'exploration se poursuit en particulier dans les régions amazoniennes, au départ de Quito : plusieurs villes y sont fondées, dont certaines ont été détruites peu après leur fondation par les indigènes, et une expédition partant de Quito sous la direction de Francisco de Orellana découvre l'Amazone le 12 février 1542, après avoir descendu le Río Coca (es) puis le Río Napo.

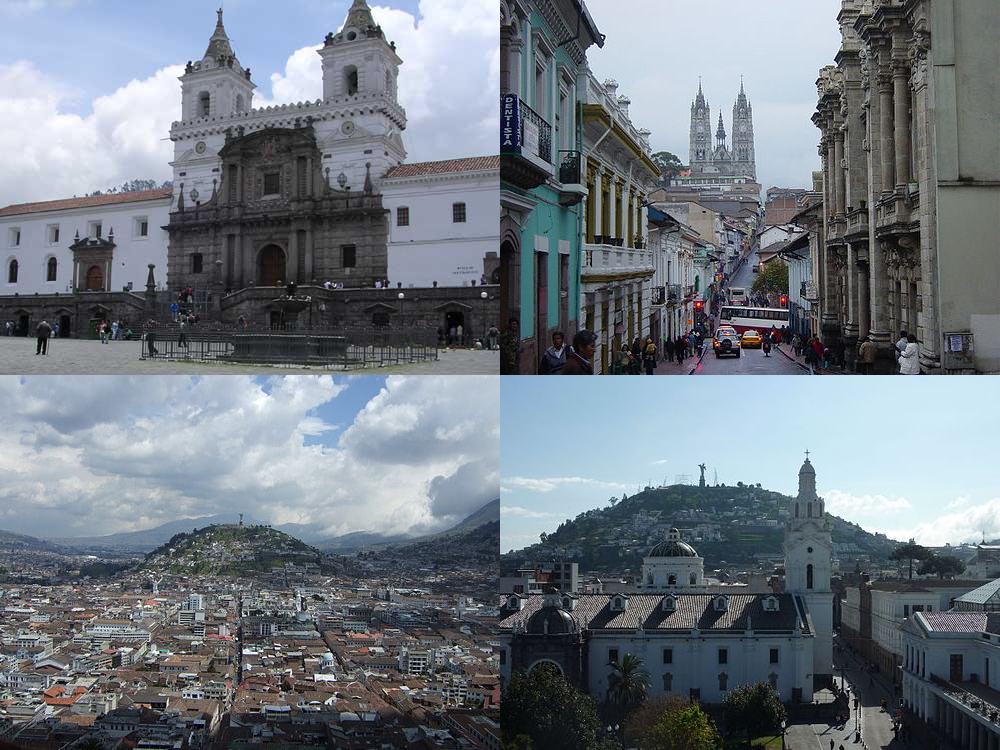
Centre historique de Quito.

Sur le plan politique, Quito contribue à la défaite de Gonzalo Pizarro contre Charles Quint, Sebastián de Belalcázar choisissant le camp de ce dernier. En 1545, le pape Paul III donne qualité d'évêché à Quito, et en 1563, Philippe II fait de Quito le siège de l'audience royale de Quito, avec pouvoir sur un vaste territoire s'étendant de Jaén et Guayaquil au sud, jusqu'à Cali et Buenaventura au nord et comprenant également une large part du bassin amazonien. Bien que théoriquement soumise à l'autorité du Vice-Roi du Pérou, l'Audience de Quito, gouvernée par un président nommé par le roi, jouit d'une large autonomie due à la grande distance entre Quito et Lima. Une rébellion éclate en 1592, appelée « Révolution des alcabalas », en opposition à l'impôt du même nom décrété par la couronne d'Espagne. Cette révolution, qui se résout après une médiation des jésuites, est parfois vue comme le premier témoignage de l'émergence des Espagnols nés dans la colonie (les Créoles) qui entrevoient déjà la possibilité de l'indépendance, qui ne se concrétisera que plus de deux siècles plus tard. Malgré cette rébellion, la deuxième moitié du XVIe siècle marque la consolidation de la domination des Espagnols nés en métropole, aussi bien sur le plan culturel que religieux ou administratif.

#### XVIIesiècle: l'âge d'or de l'Audience royale de Quito
Le XVIIe siècle marque l'apogée de l'Audience royale de Quito, marqué par la paix et la stabilité. L'économie est fondée sur l'agriculture, les mines d'or et l'artisanat textile, avec une main d'œuvre bon marché fournie par l'exploitation des populations indigènes. Des tentatives d'évangélisation des peuples amazoniens ont lieu, en particulier par les Jésuites et les Franciscains.
Les jésuites fondent trois Collèges, à Quito (1586), Cuenca (1638) et Riobamba (1689), ainsi que l'Université Saint-Grégoire à Quito. Quito devient un centre d'activité artistique et architectural sans égal sur tout le continent : la ville voit fleurir des églises et monastères dans le style baroque, ces constructions entraînant le développement d'un art religieux florissant (peinture, sculpture de la pierre et du bois, etc.) À cette époque, la prospérité et la splendeur de Quito sont enviées par Lima et Bogota.[réf. souhaitée]
Cette période est toutefois marquée par plusieurs tremblements de terre dévastateurs, des éruptions volcaniques suivies de lahars faisant parfois des milliers de morts. Les villes de la côte subissent des attaques de corsaires tout au long du siècle, culminant avec le sac et l'incendie de Guayaquil en 1684 par le flibustier François Grognier.

### Du rattachement à la Nouvelle-Grenade à la fin de la période coloniale

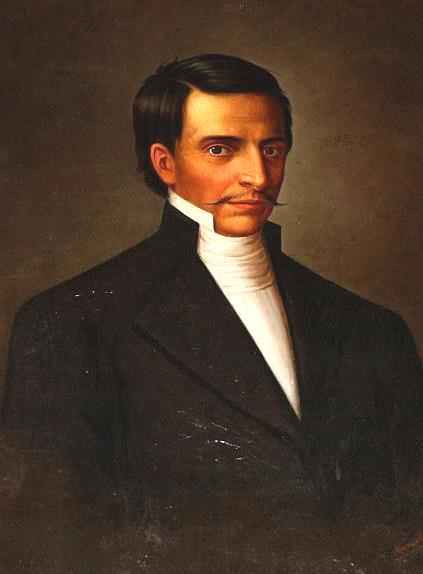
Eugenio Espejo (1747-1795), philosophe, considéré comme l'un des précurseurs de l'indépendance.

Par décret du 27 mai 1717, Philippe V d'Espagne supprime l'Audience royale de Quito, rattachant son territoire à la vice-royauté de Nouvelle-Grenade, nouvellement créée et qui avait son siège à Bogotá. Après avoir supprimé cette vice-royauté et rétabli le statu quo en 1720, Philippe V rétablit finalement la Vice-royauté de Nouvelle-Grenade, y rattachant définitivement l'Audience Royale de Quito sans toutefois la supprimer. De 1736 à 1743 a lieu une mission géodésique franco-espagnole dirigée par Charles Marie de La Condamine, avec pour but de mesurer un arc du méridien de Quito. Cette mission, qui permet de confirmer la thèse de Newton d'une Terre aplatie aux pôles, augmente considérablement les connaissances scientifiques et géographiques sur l'Équateur et ouvre la voie au système métrique. Le journal de voyage de La Condamine, journal de voyage à l'Équateur, influera plus tard sur le choix du nom du pays lorsqu'il prendra son indépendance.
Le XVIIIe siècle est également marqué par l'arrivée de la première presse de l'Audience de Quito, installée en 1755 à Ambato, qui permet à Eugenio Espejo d'éditer le premier journal propre à l'Audience de Quito. L'expulsion des jésuites par la couronne d'Espagne en 1767 a un fort impact dans l'Audience, causant la fermeture de plusieurs universités, écoles et collèges. La fin du siècle est marquée par un important soulèvement à Quito en 1785, en particulier en opposition aux taxes et droits de douane imposés par l'Espagne, tandis que des révoltes indigènes d'une ampleur jamais vue depuis le XVIe siècle éclatent entre 1766 et 1803 dans toute la sierra. Les écrits d'intellectuels comme le philosophe Eugenio Espejo et l'historien jésuite Juan de Velasco, qui écrit la première histoire de Quito, favorisent la prise de conscience d'une « Nation quiténienne ». En 1803, les Indiens de Guamote et Columbe se soulèvent contre la dîme, un impôt en faveur de l'Église.

### Période républicaine

#### Histoire politique

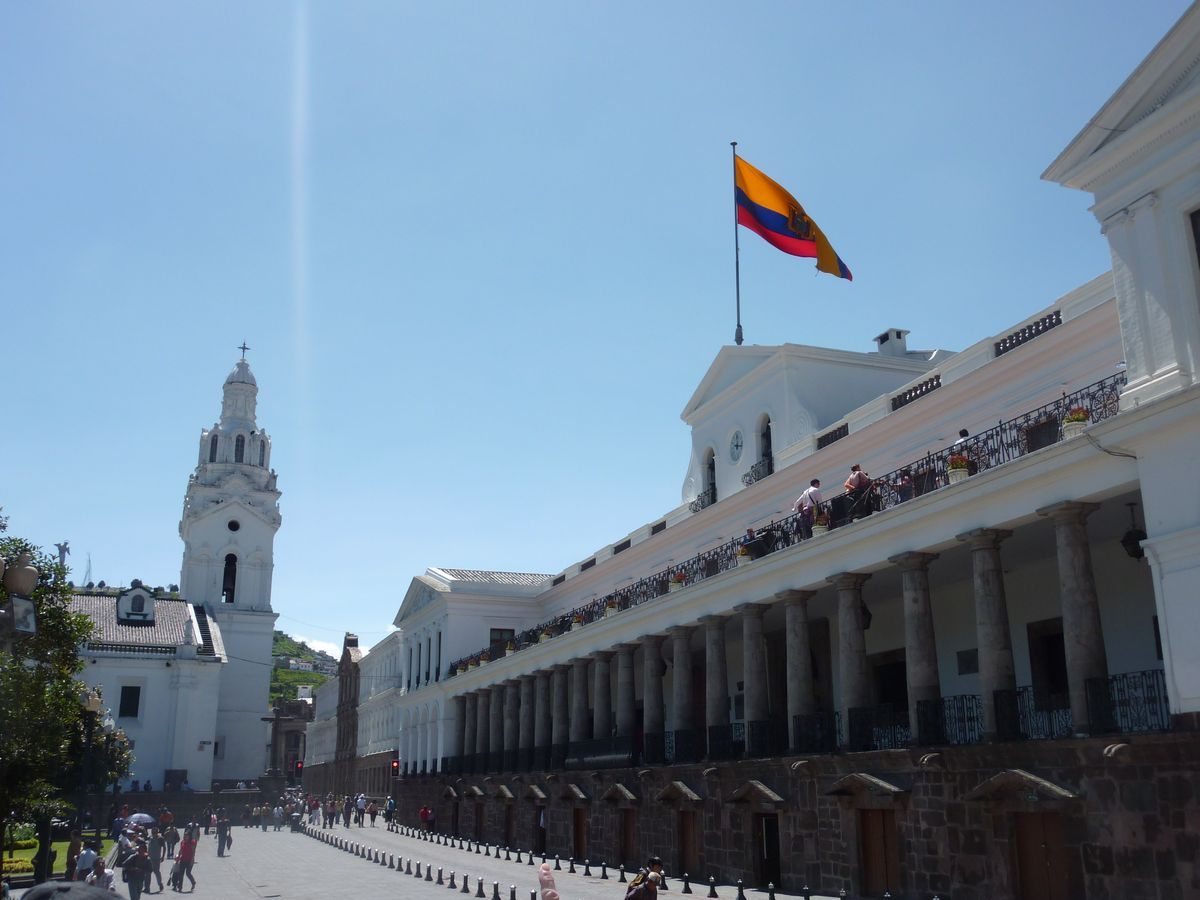
Le palais Carondelet, résidence du président de la République, à Quito.

Après une première proclamation d'indépendance le 10 août 1809 à Quito (primer grito de independencia), des affrontements ont lieu entre les troupes patriotes et les troupes royales pendant 3 ans, aboutissant à la défaite définitive des insurgés en décembre 1812 face aux troupes espagnoles commandées par le maréchal Melchor de Aymerich y Villajuana, qui présidera de nouveau l'audience royale jusqu'en 1822. Le 9 octobre 1820, Guayaquil se soulève et se libère des troupes espagnoles. En difficulté face aux armées royales qui tiennent solidement Quito et les montagnes des Andes, les insurgés reçoivent en février 1821 le renfort d'une armée envoyée par Simón Bolívar, sous le commandement d'Antonio José de Sucre. Après des mois de combats, l'armée de Sucre remporte une victoire décisive sur les troupes de Melchor de Aymerich le 24 mai 1822 (bataille de Pichincha) et entrent dans Quito le lendemain. Quito, Cuenca et Loja rejoignent alors la Grande Colombie comme souhaité par Bolívar. Le 26 juillet 1822 a lieu la célèbre rencontre de Guayaquil entre Bolívar et José de San Martín. le 31 juillet 1822, la province libre de Guayaquil rejoint également la Grande Colombie, qui inclut donc l'ensemble des territoires de l'audience royale de Quito, qui forment l'une des trois composantes de cet État, avec les actuelles républiques de la Colombie et du Venezuela. À la suite de l'explosion de la Grande Colombie en 1830, l'Équateur devient un pays indépendant à part entière, qui tire son nom des travaux d'une mission scientifique dirigée par Louis Godin, Charles Marie de La Condamine et Pierre Bouguer au XVIIIe siècle.
Le premier président de l'Équateur indépendant est Juan José Flores (de 1830 à 1834 puis de 1839 à 1845), qui échoue dans une guerre contre la Colombie visant à conquérir le Cauca, mais parvient à maintenir l'unité du pays et à annexer les îles Galápagos. Au XIXe siècle, deux dirigeants ont profondément marqué l'histoire du pays. Gabriel García Moreno, conservateur (président de 1861 à 1865 puis de 1869 à son assassinat, le 17 janvier 1875), réalise un régime central fort, lance de grands travaux comme la construction du train de Quito à Guayaquil et conforte le rôle de l'Église catholique dans la vie publique du pays, consacrant le pays au Sacré-Cœur de Jésus-Christ en 1873. Il reste aujourd'hui une référence pour les secteurs conservateurs de la société catholique.
Eloy Alfaro, franc-maçon libéral, prend le pouvoir par les armes en 1895 après plusieurs tentatives avortées. Président de 1895 à 1911 avec une interruption entre 1901 et 1906, il propose dès sa prise du pouvoir de « mettre fin à la théocratie », rédige une Constitution sans référence à Dieu dans son préambule et met fin au concordat avec l'Église catholique. Son deuxième mandat voit également l'inauguration de la ligne de train reliant Quito à Guayaquil, commencée sous García Moreno, et puissant symbole de l'unité nationale du pays. Sur le plan politique, la liberté de presse et d'opinion est reconnue ; l'élection présidentielle se fait au suffrage universel direct pour quatre ans avec une clause de non rééligibilité immédiate. Sur le plan social, Alfaro crée des écoles, des collèges, des écoles normales. Il abolit les dimes et impôts sur les propriétés indigènes les plus pauvres, témoignant ainsi d'une préoccupation inédite de l'État pour le sort des indigènes. Le libéralisme équatorien se scinde en deux tendances : les modérés, groupés autour de Leónidas Plaza et des notables du parti, veulent mettre un frein aux réformes entreprises par Alfaro ; cette tendance se tourne vers les propriétaires terriens, la bourgeoisie d'affaires et le clergé. De l'autre, les radicaux, fidèles à Alfaro, veulent continuer les réformes contre les privilèges subsistant du vieux système patriarcal colonial. Alfaro est finalement renversé en août 1911. Après un nouvel exil au Panama, il reprend les armes à Guayaquil, mais est cette fois vaincu et exécuté avec certains de ses partisans.
Au cours de la première moitié du XXe siècle, le mouvement ouvrier émerge et se structure dans le pays : en 1909 puis en 1922 se tiennent deux « Congrès ouvriers ». La grève générale de novembre 1922 à Guayaquil est réprimée dans le sang par l'armée le 15 novembre, faisant plusieurs centaines de victimes. Cette répression est l'événement qui par sa marque sanglante marque le début des luttes syndicales en Équateur, selon les mots de l'historien Jorge Salvador Lara. En 1926 est fondé le Parti socialiste de l'Équateur, dont une scission rejoint la IIIe Internationale en 1931 sous le nom de Parti communiste de l'Équateur.
Durant toute la période républicaine, l'Équateur est marqué par une forte instabilité politique, et le pays a connu vingt constitutions successives entre 1830 et 2008. Toutefois, par rapport à d'autres pays d'Amérique du Sud, il n'a connu dans son histoire récente que trois brèves périodes de dictature militaire (1937-1938, 1963-1966 et 1972-1978). Ces gouvernements militaires, malgré leur caractère autoritaire, en particulier entre 1963 et 1966, ont été parmi ceux qui ont fourni les efforts les plus cohérents pour résoudre les problèmes sociaux du pays et renforcer son unité, en particulier au travers de la réforme agraire de 1964. Malgré de graves épisodes comme le massacre de l'usine AZTRA en octobre 1977, ces dictatures ont en général évité de tomber dans les excès répressifs qui ont caractérisé les régimes militaires d'autres pays comme l'Argentine, le Brésil ou le Chili, à tel point que la plupart des Équatoriens se souviennent de la dernière période de régime militaire (1976-1979) comme d'une dictadouce (dictablanda).
En 1990, les indigènes manifestent pacifiquement pour la reconnaissance de leurs droits, bloquant le pays en s'asseyant par terre. Le président Borja doit accorder à la confédération des Shuars la propriété de 11 000 km2 de territoire en Amazonie, même si, au même moment, des escarmouches sont lancées contre les chefs indiens. Enfin, en 2000, à la suite de la dollarisation de l'économie, la population manifeste, bientôt suivie par l'armée, au point de renverser le président Jamil Mahuad.
Le 5 avril 2024, à la suite de l'intrusion policière dans l'ambassade du Mexique à Quito, en Équateur, pour arrêter un ancien vice-président équatorien, Jorge Glas, condamné à six ans de prison pour corruption, qui y avait trouvé refuge (es), le Mexique et le Nicaragua rompent toutes relations avec l'Équateur,,,.

#### Histoire militaire et pertes territoriales

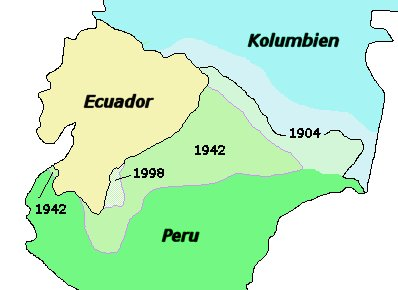
Évolution du territoire au cours du XX.

Sur le plan militaire, l'histoire de l'Équateur a été marquée par les conflits avec ses deux voisins, le Pérou et la Colombie. Les principales guerres avec la Colombie ont eu lieu en 1830-1832, avec l'objectif pour l'Équateur de conquérir le département colombien du Cauca, qui avait fait partie de l'Audience royale de Quito. La frontière est finalement fixée en 1832 sur le río Carchi, le Cauca restant donc à la Colombie, ce qui n'empêchera pas une nouvelle guerre d'avoir lieu entre 1861 et 1863, sous la présidence de Gabriel García Moreno.
Les conflits frontaliers avec le Pérou voisin ont donné lieu à quatre guerres. La guerre de 1858-1860 se conclut par la signature du traité de Mapasingue, favorable au Pérou, traité dénoncé par la suite par le gouvernement du président García Moreno. La guerre de 1941 se conclut également par une défaite de l'Équateur et débouche sur la signature du protocole de Rio en 1942, qui entérine la perte pour l'Équateur de la majeure partie de ses possessions en Amazonie (soit 200 000 km2) et de l'accès au Marañon, et trace une nouvelle frontière qui se veut définitive. Toutefois, de nouvelles explorations de la zone frontalière dès 1947 aboutissent à des interprétations divergentes entre le Pérou et l'Équateur sur le tracé de la frontière, désaccords qui débouchent sur deux nouvelles guerres, la guerre du Paquisha en 1981 et la guerre du Cenepa en 1995, sans modifications territoriales importantes. Le conflit est finalement résolu par l'accord de Brasilia du 26 octobre 1998, qui fixe définitivement la frontière entre les deux pays.

### Ordres et décorations
- Ordre du Mérite national
- Ordre national de San Lorenzo
- Ordre national de Honorato Vázquez
- Ordre du Mérite agricole
- Ordre du Mérite aéronautique

## Politique

### Politique contemporaine
Depuis la fin des dictatures militaires en 1979, l'Équateur a connu une importante instabilité politique, qui atteint son paroxysme à la fin des années 1990 et au début des années 2000 : le président Abdalá Bucaram est destitué en 1997 pour « incapacité mentale », remplacé par Fabián Alarcón. Les élections de 1998 voient l'élection de Jamil Mahuad, mais rapidement le président Mahuad est fragilisé par l'effondrement du système bancaire du pays et par l'hyperinflation qui le conduit à abandonner le Sucre et à « dollariser » l'économie. Jamil Mahuad démissionne en janvier 2000 à la suite d'importants mouvements populaires, marqués en particulier par une forte participation de la CONAIE et des partisans de Lucio Gutiérrez. Le vice-président Gustavo Noboa lui succède jusqu'en 2003, date où Lucio Gutiérrez lui succède, avec le soutien de plusieurs partis de gauche dont le mouvement indigène Pachakutik. Menant une politique d'austérité et accusé par ses anciens alliés de faire la politique du FMI, Gutiérrez ne peut faire face à un important soulèvement populaire et démissionne le 20 avril 2005, ce qui en fait le troisième président élu consécutif à se trouver dans l'incapacité de terminer son mandat. C'est son vice-président Alfredo Palacio qui lui succède jusqu'à la fin du mandat le 15 janvier 2007.
Les élections générales des 15 octobre et 26 novembre 2006 donnent gagnant Rafael Correa, économiste de gauche, avec 56 % des voix au deuxième tour, contre Álvaro Noboa, homme d'affaires membre du Parti roldosiste équatorien.
Conformément à sa promesse électorale, Correa annonce lors de son investiture le 15 janvier 2007 la tenue d'un référendum le 18 mars 2007 dans le but d'autoriser la création d'une assemblée nationale constituante chargée de rédiger une nouvelle constitution. Celui-ci s'est finalement tenu le 15 avril 2007. Les électeurs équatoriens se sont à cette occasion prononcés en faveur de l'élection d'une Assemblée constituante.

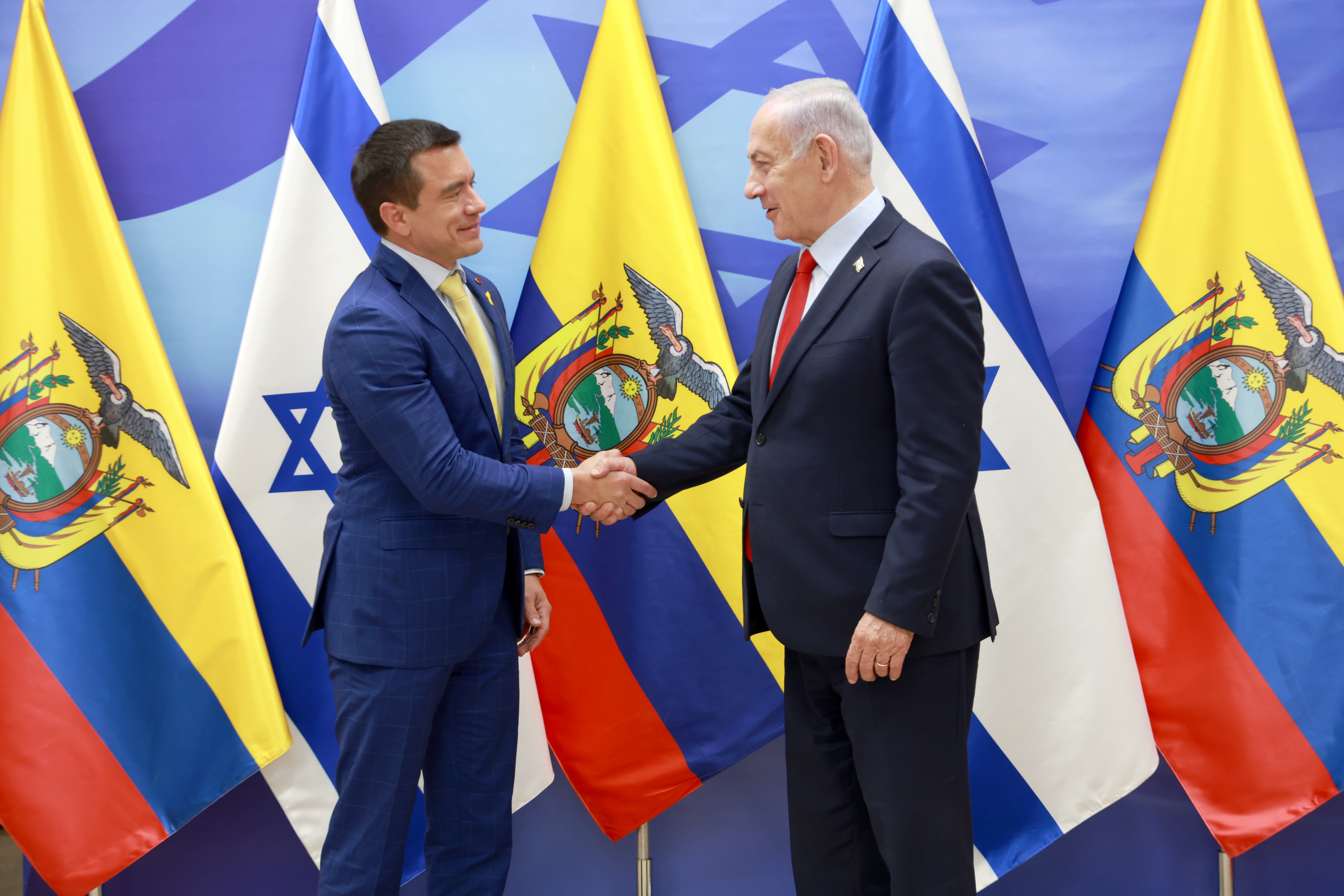
Daniel Noboa et Benjamin Netanyahu, le 5 mai 2025

L'alliance électorale qui soutient le président Correa s'abstient de présenter des candidats lors de l'élection législative qui se déroule parallèlement à l'élection présidentielle. L'absence de député de la mouvance présidentielle au sein de la chambre des représentants, majoritairement orientée à droite, crée des tensions notables entre les pouvoirs exécutif et législatif durant les premiers mois du mandat présidentiel. Ce conflit larvé se solde par la destitution de 57 des 100 députés qui composent la chambre des représentants. Ces derniers avaient tenté de destituer le président du Tribunal électoral à la suite de son annonce d'autoriser la tenue du référendum concernant l'élection de l'Assemblée constituante. L'organe de contrôle électoral avait réagi en destituant à son tour le groupe de députés dont une partie s'est exilée en Colombie.
Le 30 septembre 2007, l'Alianza País (Alliance pays), qui soutient le projet du président Correa, obtient 70 % des suffrages lors de l'élection de l'Assemblée constituante. L'Alliance pays totalise quatre-vingts des cent trente députés chargés de la rédaction de la nouvelle constitution. Le projet de constitution, élaboré par cette constituante, est approuvé par référendum le 28 septembre 2008 avec 64 % de votes favorables contre 28 % de votes défavorables.
Le 30 septembre 2010, une crise politique entraîne une mutinerie de la police. Le président Rafael Correa est mis en danger, mais les militaires rétablissent la situation. Le 16 août 2012, l'Équateur accorde l'asile politique à Julian Assange, fondateur de WikiLeaks, malgré des pressions du Royaume-Uni qui rappelle qu'Assange est accusé de « sexe par surprise » (non-utilisation de préservatif) en Suède et qu'il est l'objet d'un mandat d'arrêt international.
Rafael Correa a été réélu président le 17 février 2013 avec 57,17 % des voix. Ses années de présidence sont en particulier dirigées vers la lutte contre la pauvreté et les inégalités.

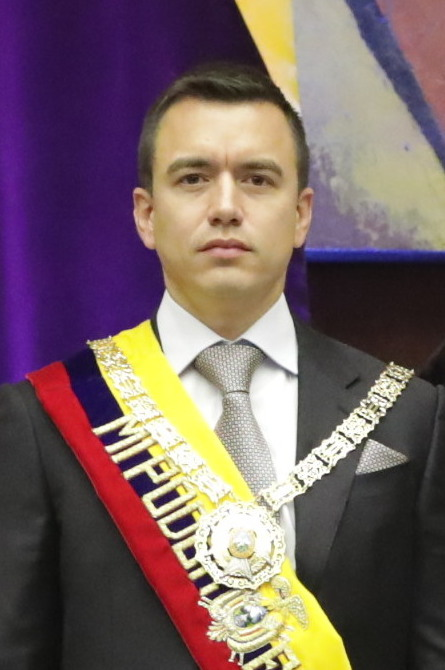
Daniel Noboa Azìn, président de l'Équateur depuis le 23 novembre 2023.

Le vice-président sortant, Lenín Moreno, prend la succession présidentielle le 24 mai 2017 avec comme vice-président Jorge Glas. Il développe une politique plus libérale et moins sociale.
En octobre 2019, le gouvernement adopte une série de mesures telles que la réduction de 20 % des salaires des contractuels dans le secteur public, la suppression de 15 des 30 jours de congés payés annuels des fonctionnaires et l'obligation de travailler un jour par mois sans rémunération. Les prix du carburant sont augmentés de près de 125 %, alors que les impôts sur la sortie des capitaux du territoire sont diminués. En réaction aux grèves et manifestations qui s'ensuivent — les plus importantes depuis une vingtaine d'années —, le pouvoir décide d'instaurer l'état d'urgence et un couvre-feu pour une durée d'au moins 30 jours et quitte la capitale, Quito, pour la ville portuaire de Guayaquil. Les heurts font sept morts parmi les civils (dont un dirigeant indigène), 1 340 blessés et 1 152 arrestations.
À la suite de l'élection présidentielle équatorienne de 2021, Guillermo Lasso devient président de la république, en remplacement de Lenín Moreno.
À la suite de l'élection présidentielle équatorienne de 2023, Daniel Noboa devient président de la République,.

## Provinces

Subdivisions de l'Équateur.

L'Équateur est divisé en 24 provinces. Ces provinces ont un gouverneur et un conseil provincial élu par le peuple. Elles sont autonomes par rapport au gouvernement central sur le plan économique et social, ainsi que pour l'utilisation des ressources naturelles.
| Province   | Capitale                |
| ---------- | ----------------------- |
| Azuay      | Cuenca                  |
| Bolívar    | Guaranda                |
| Cañar      | Azogues                 |
| Carchi     | Tulcán                  |
| Chimborazo | Riobamba                |
| Cotopaxi   | Latacunga               |
| El Oro     | Machala                 |
| Esmeraldas | Esmeraldas              |
| Galápagos  | Puerto Baquerizo Moreno |
| Guayas     | Guayaquil               |
| Imbabura   | Ibarra                  |
| Loja       | Loja                    |
| Los Ríos   | Babahoyo                |

| Province                       | Capitale                     |
| ------------------------------ | ---------------------------- |
| Manabí                         | Portoviejo                   |
| Morona-Santiago                | Macas                        |
| Napo                           | Tena                         |
| Orellana                       | Puerto Francisco de Orellana |
| Pastaza                        | Puyo                         |
| Pichincha                      | Quito                        |
| Santa Elena                    | Santa Elena                  |
| Santo Domingo de los Tsáchilas | Santo Domingo                |
| Sucumbíos                      | Nueva Loja                   |
| Tungurahua                     | Ambato                       |
| Zamora-Chinchipe               | Zamora                       |

## Géographie

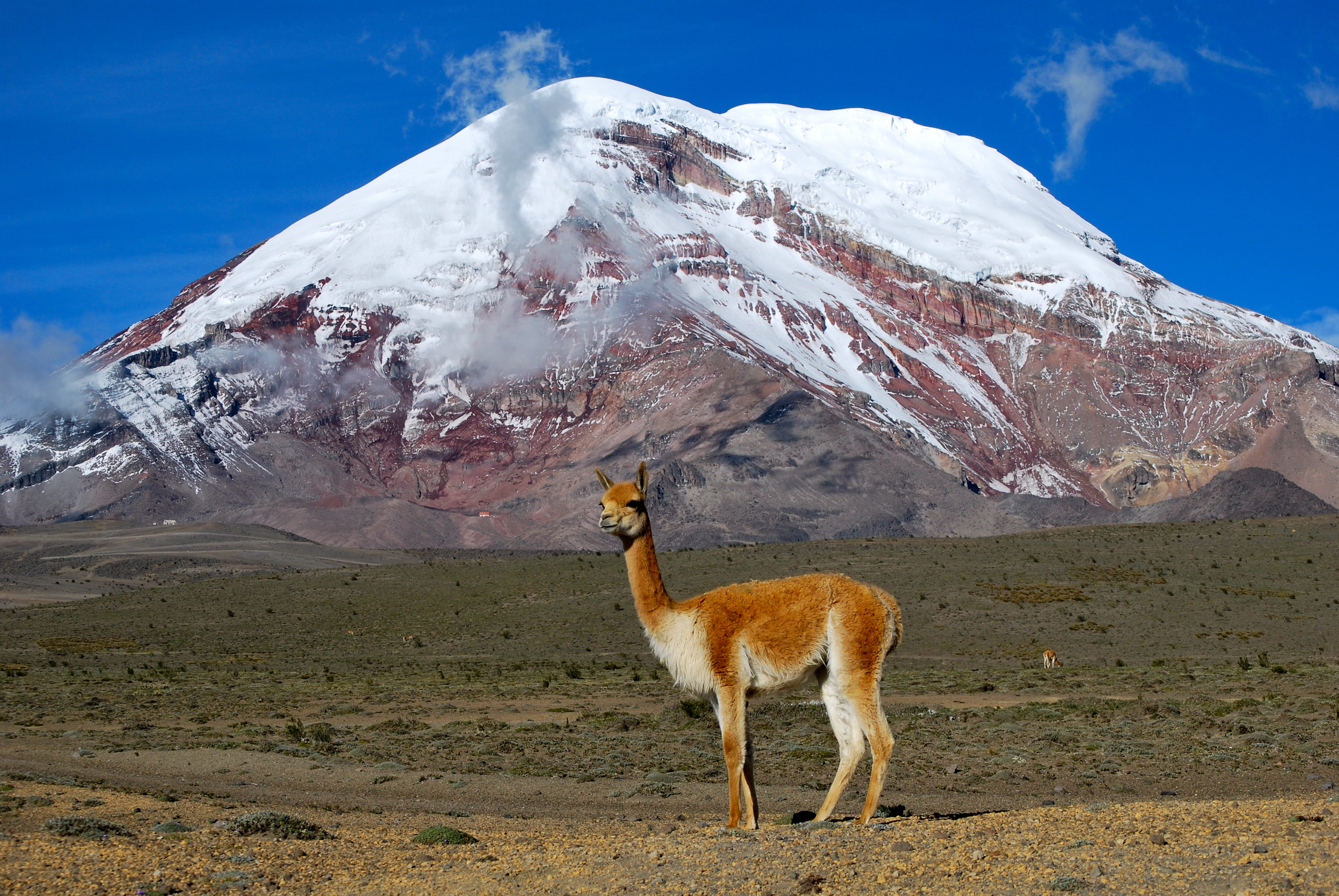
Le Chimborazo, le plus haut sommet du monde si l'on entend par là le sommet le plus éloigné du centre de la terre.

Situé en Amérique du Sud, de part et d'autre de la cordillère des Andes qui traverse le pays du nord au sud, l'Équateur est limité par le Pérou (au sud et à l'est, le long d'une frontière de 1 420 km), la Colombie (au nord-nord-est, avec une frontière longue de 590 km), et l'océan Pacifique (à l'ouest). Le territoire équatorien comprend également les îles Galápagos dans l'océan Pacifique. Avec 256 370 km2 (un peu plus que le Royaume-Uni), c'est le quatrième plus petit pays d'Amérique du Sud devant le Guyana, l'Uruguay et le Suriname.
D'un point de vue géographique, climatique et humain, l'Équateur peut se diviser en quatre régions naturelles :
- la Costa (côte) est une région côtière au climat tropical humide vers le nord, semi-aride au sud. Elle forme une plaine longue de 800 km, s'étalant des versants de la cordillère des Andes jusqu'à l'océan Pacifique. Le courant de Humboldt et l'upwelling associé font des eaux équatoriennes une zone de fortes ressources halieutiques, en particulier dans le sud du pays. La Costa est également une zone de culture de la banane, principalement pour l'exportation, ainsi que d'autres produits tropicaux (mangue, canne à sucre, etc.) La principale ville de cette région est Guayaquil, important port sur le Pacifique[31] ;
- la Sierra est la partie du pays située en altitude, dans la cordillère des Andes. En Équateur, la cordillère est divisée en deux chaînes parallèles, chacune comprenant plusieurs volcans avoisinant ou dépassant les 5 000 m. Le point culminant du pays est le Chimborazo (6 263 m), dans la cordillère Occidentale, mais le Cotopaxi (5 897 m), plus haut volcan actif du monde, situé dans la cordillère Orientale, est également très emblématique. Ces deux cordillères sont séparées par une dépression dite couloir interandin, dont l'altitude est d'environ 2 500 m. La Sierra s'étend sur 600 km depuis Tulcán, à la frontière colombienne, jusqu'à la région de Loja au Sud. Cette région, qui bénéficie d'un climat tempéré, est historiquement la plus peuplée mais a vu à partir de la deuxième moitié du XXe siècle sa population rattrapée puis dépassée par celle de la Costa. Les principales villes sont Quito, capitale du pays, au nord, et Cuenca, au sud ;
- l'Oriente (Amazonie) est une région peu accessible, peu peuplée, sillonnée de différents affluents du fleuve Amazone (dont le Napo). Cette région au climat tropical humide, qui fait partie de la forêt amazonienne, concentre la quasi-totalité des ressources pétrolières de l'Équateur ;
- les Îles Galápagos sont un archipel considéré comme patrimoine de l'humanité pour la diversité de ses espèces. L'origine des îles est volcanique.

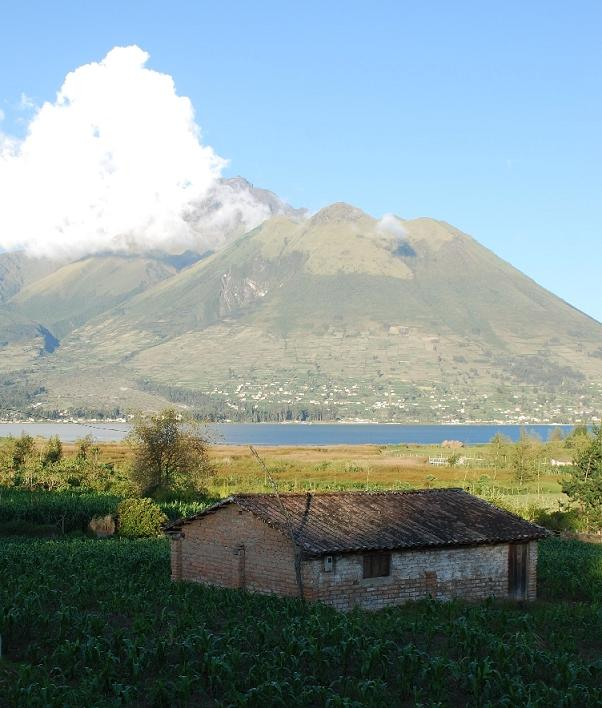
Paysage typique des Andes équatoriennes.
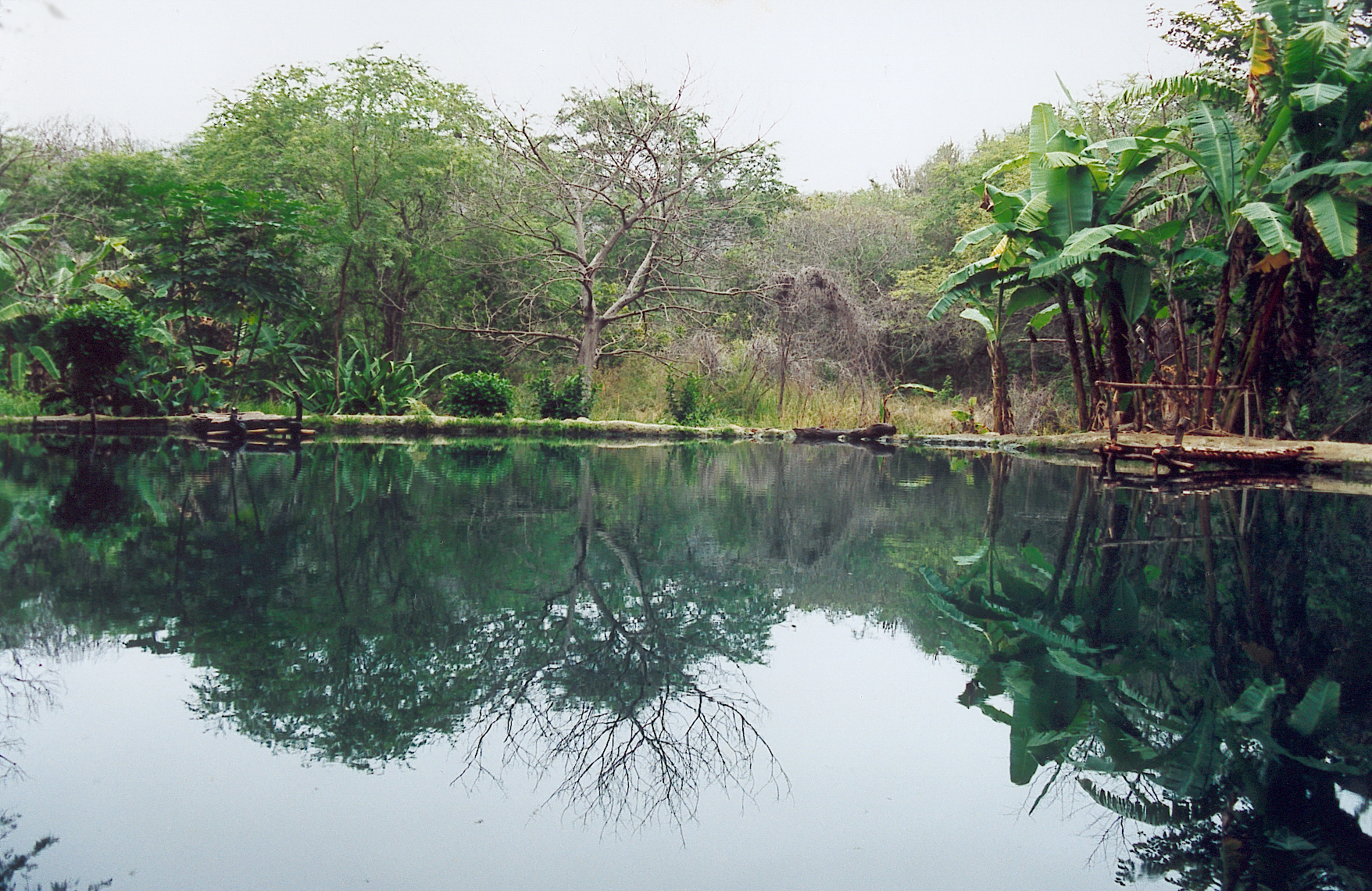
Lagune de sulfure dans le Parc national Machalilla (région côtière).
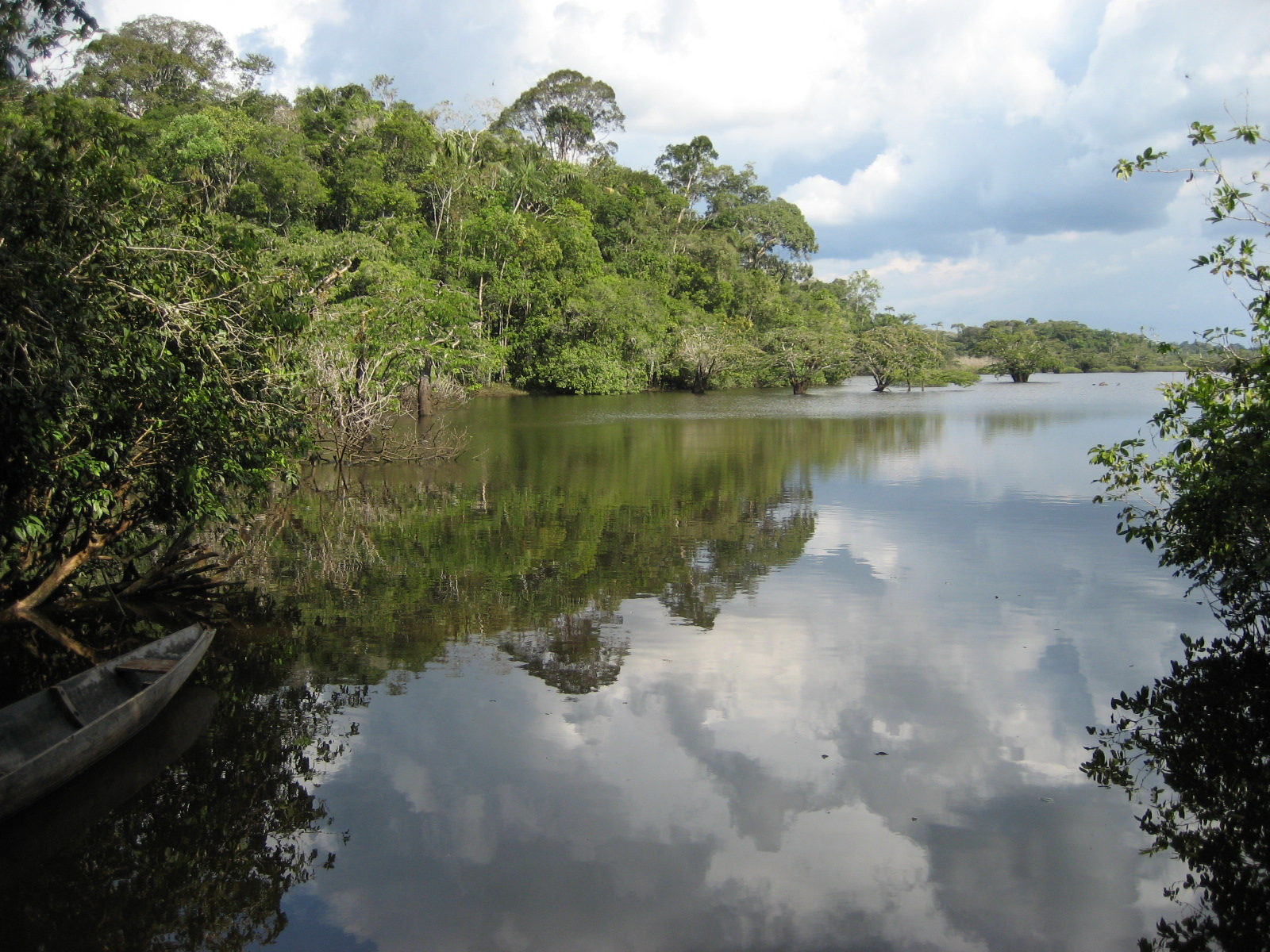
Réserve de Cuyabeno (Oriente).
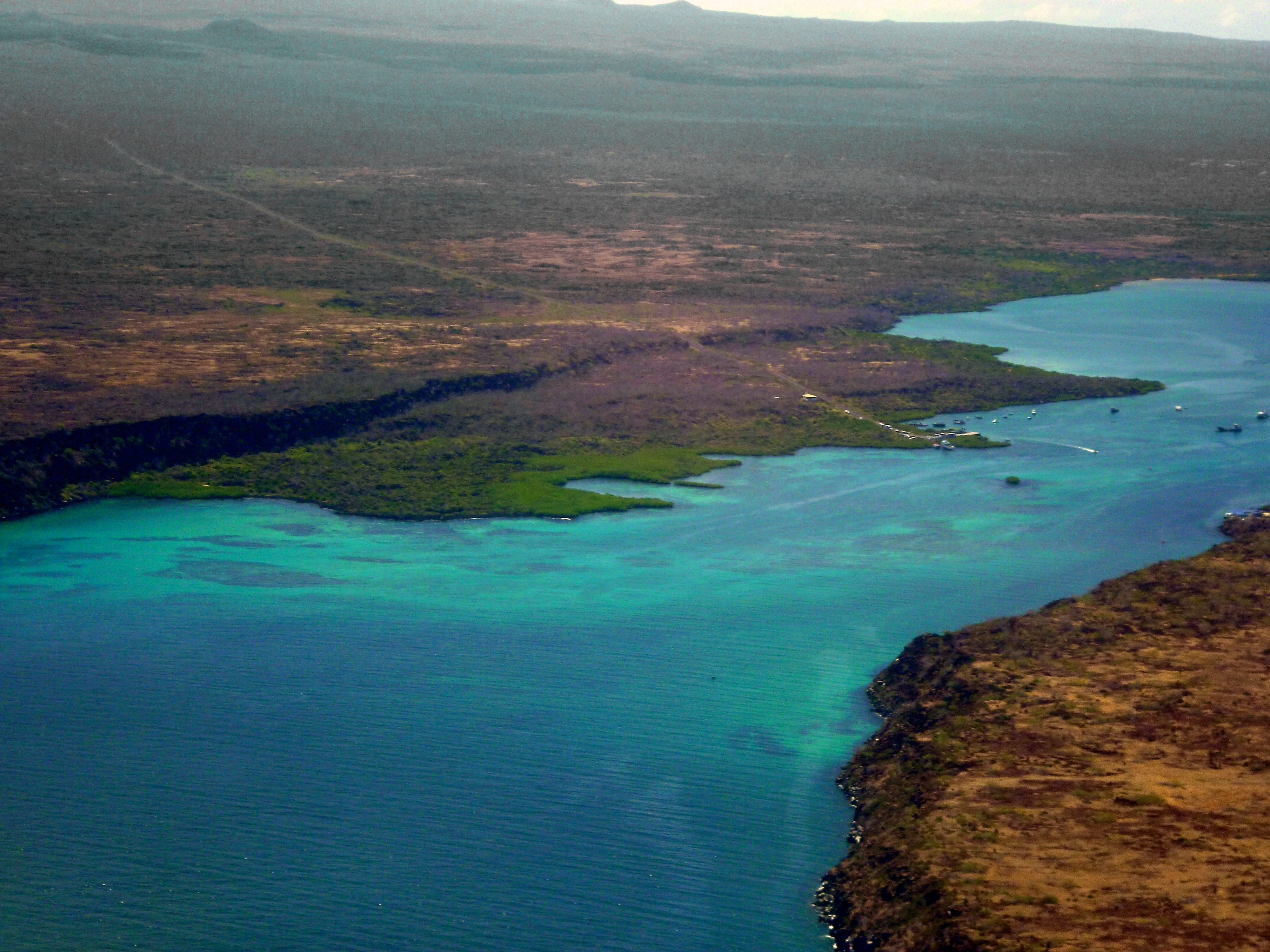
Le Canal d'Itabaca (es) entre les îles Baltra (à droite) et Santa Cruz (à gauche), Galápagos.

En Amazonie équatorienne, un conflit oppose les communautés locales à la multinationale américaine Chevron, accusée d'avoir laissé derrière elle un désastre écologique sans précédent. Celle-ci a admis avoir déversé 70 millions de litres d'eau toxique dans les rivières de la région. Outre les conséquences sur l'environnement, ces pollutions massives ont fortement affecté la vie des populations : la région présente désormais le taux de cancer le plus élevé d'Équateur et d'Amérique latine.

### Biodiversité

#### Équateur continental
Des milieux naturels extrêmement différents sont présents en Équateur, pays qui se caractérise par une latitude équatoriale, une altitude allant du niveau de la mer à plus de 6 000 mètres, et des milieux allant de la savane sèche (présente dans les provinces côtières les plus méridionales) à des forêts tropicales humides et des mangroves plus au nord. Les eaux des côtes de l'Équateur sont extrêmement poissonneuses grâce au courant de Humboldt qui parcourt les côtes du pays du sud vers le nord. On trouve parmi les espèces marines emblématiques le Fou à pieds bleus, la baleine à bosse, ou encore le spondylus princeps, bivalve qui a été utilisé comme ornement et comme monnaie d'échange dès l'époque précolombienne. Les zones andines du pays sont couvertes de différents environnements en fonction de l'altitude et de l'humidité. Ces environnements comprennent la ceja andina, forêt humide d'altitude, ou les páramos qui se développent dans les milieux froids et humides, à haute altitude (au-delà de 3 000 mètres). Parmi les espèces animales emblématiques de ces différents milieux montagnards, on trouve le condor des Andes, qui apparaît sur les armoiries du pays, l'ours à lunettes ou le tapir des montagnes. Enfin, l'Oriente, partie équatorienne de la forêt amazonienne, est le biotope d'innombrables espèces animales et végétales faisant de l'Équateur l'un des dix-sept pays mégadivers de la planète[réf. nécessaire].

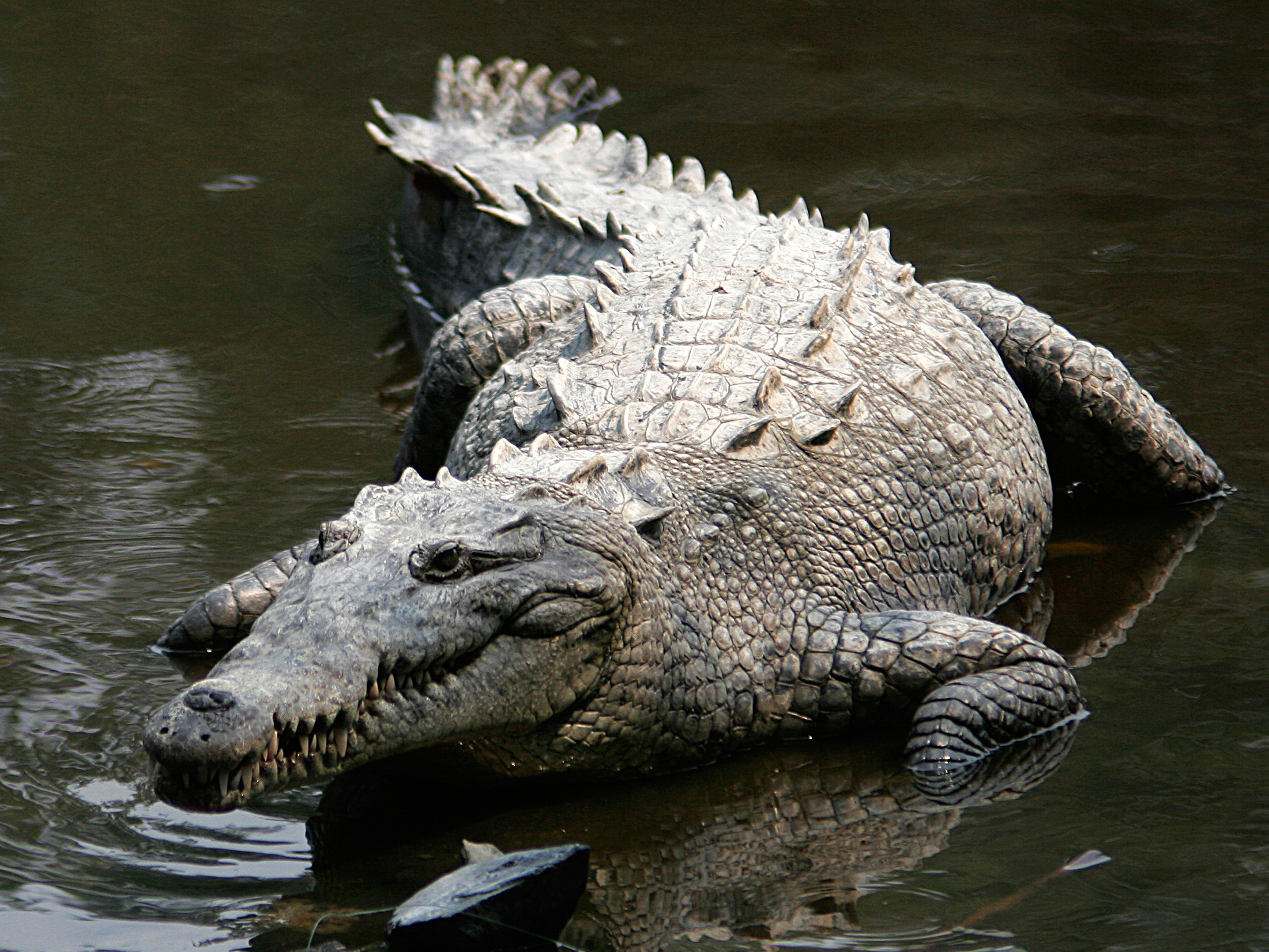
Le crocodile américain est présent sur la côte du Pacifique.
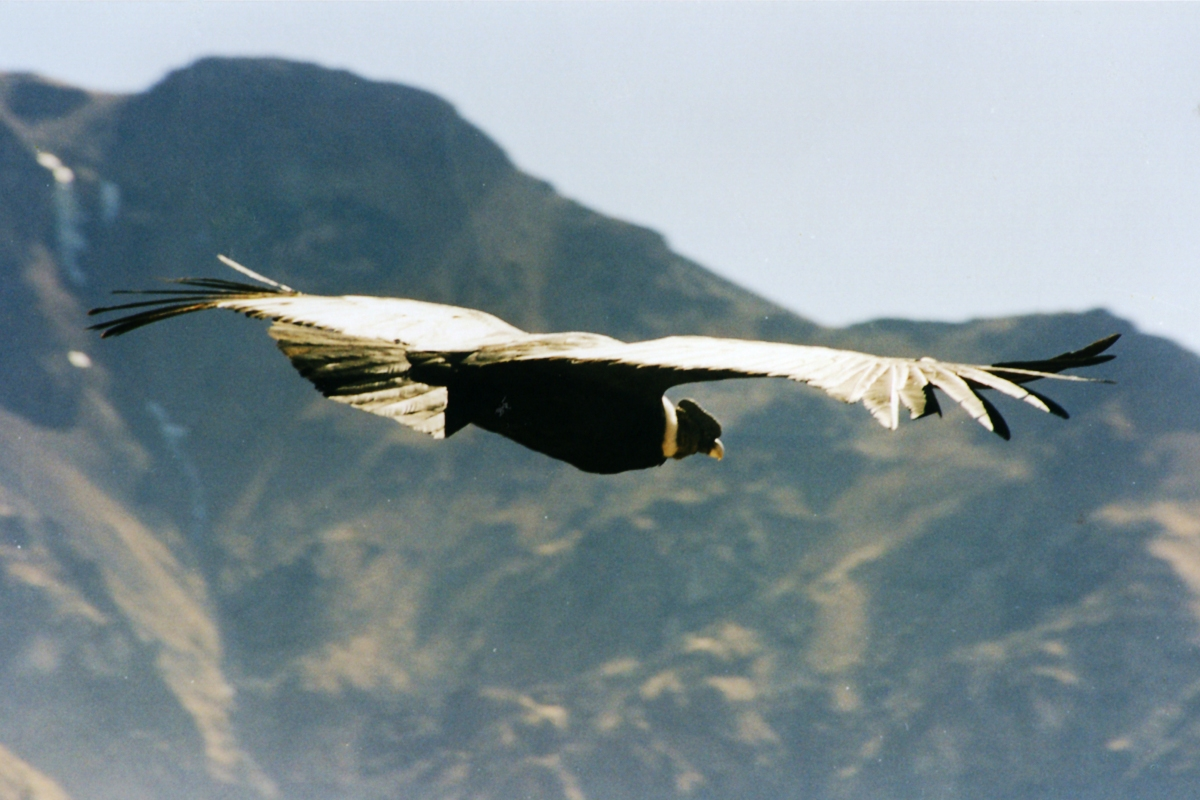
Condor des Andes.
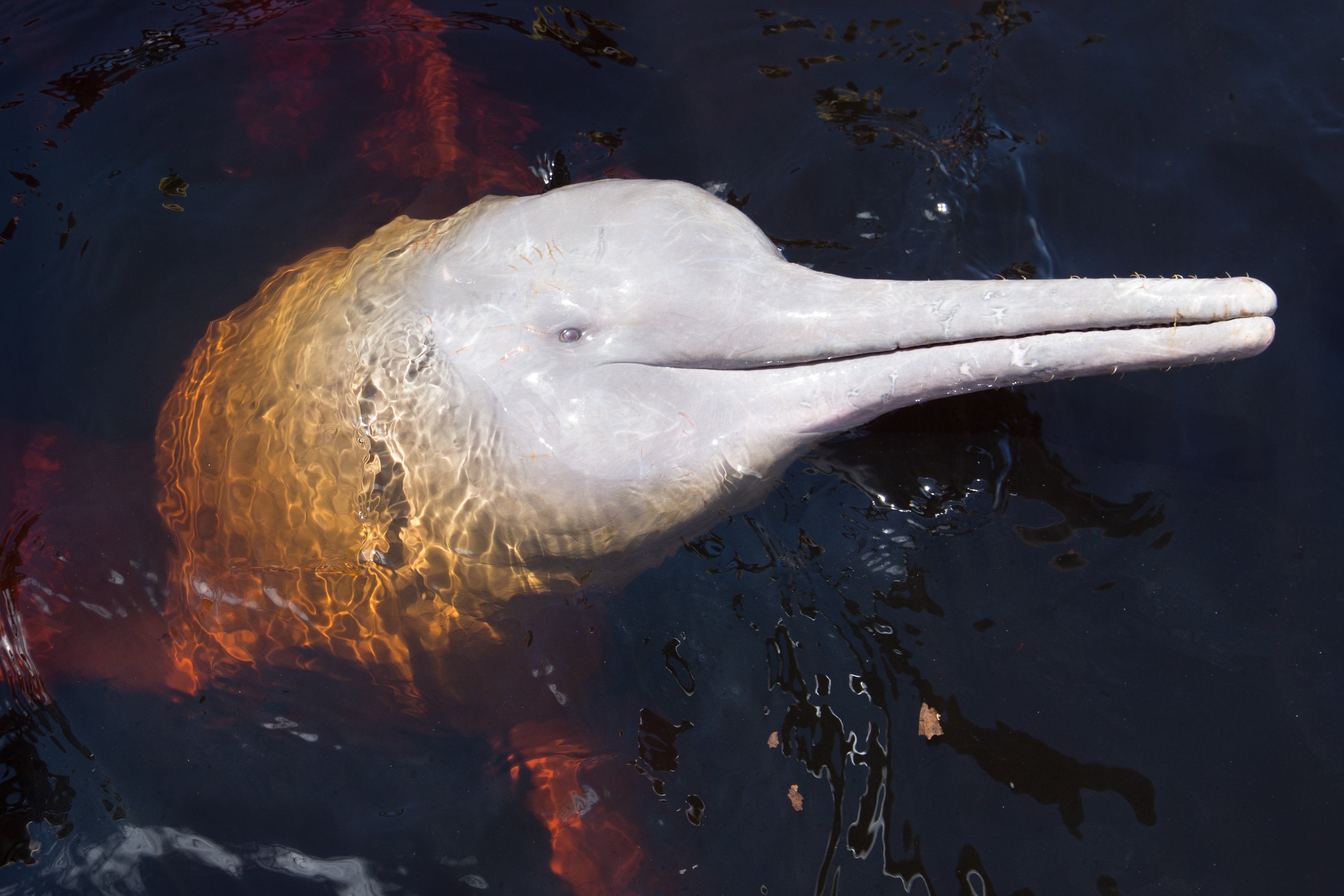
Dauphin rose de l'Amazonie.

#### Archipel des Galápagos
La faune des îles Galápagos est exceptionnelle et se caractérise par un nombre très important d'espèces endémiques, non seulement sur les îles elles-mêmes mais aussi dans les eaux qui les entourent, protégées par la réserve marine des Galápagos, où vivent, outre l'iguane marin, près de 300 espèces de poissons (dont des requins des Galápagos), de petits mammifères (otarie des Galápagos, otarie à fourrure) et des cétacés (baleine à bosse notamment).

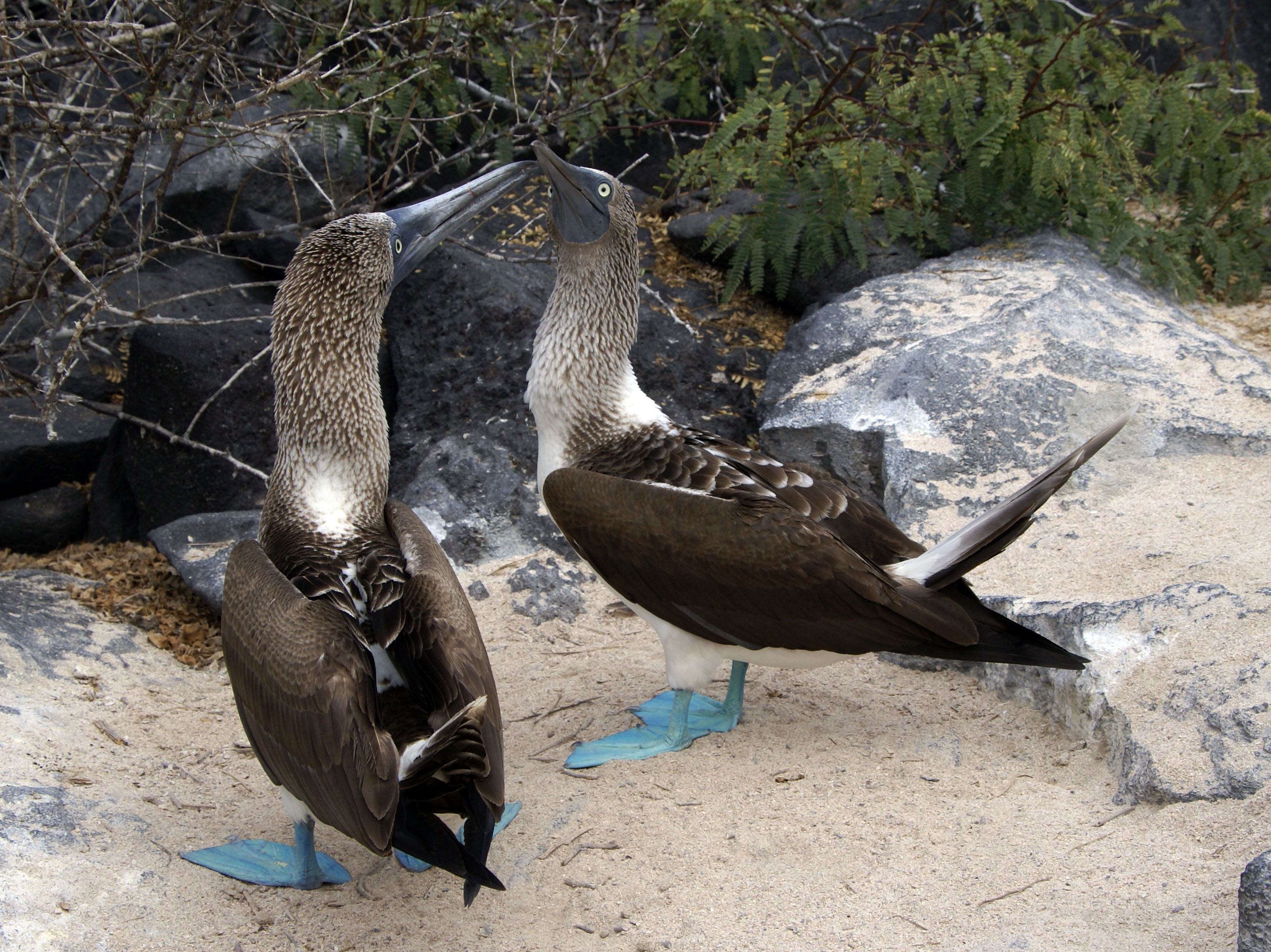
Fou à pieds bleus (Sula nebouxii).
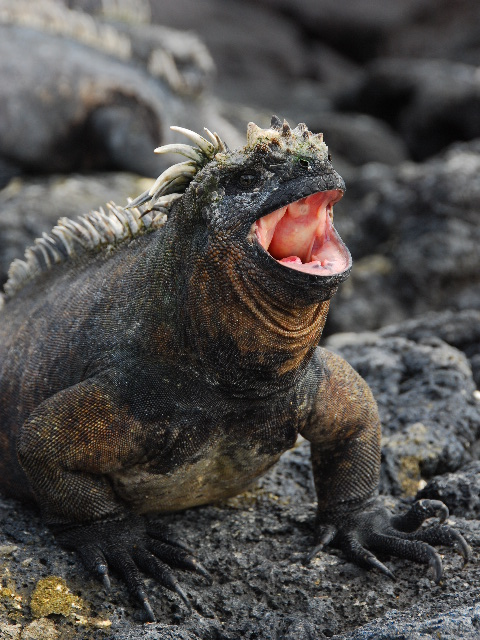
Iguane marin des Galapagos (Amblyrhynchus cristatus).
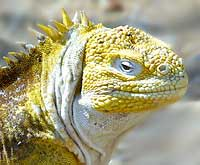
Iguane terrestre des Galapagos (Conolophus subcristatus).
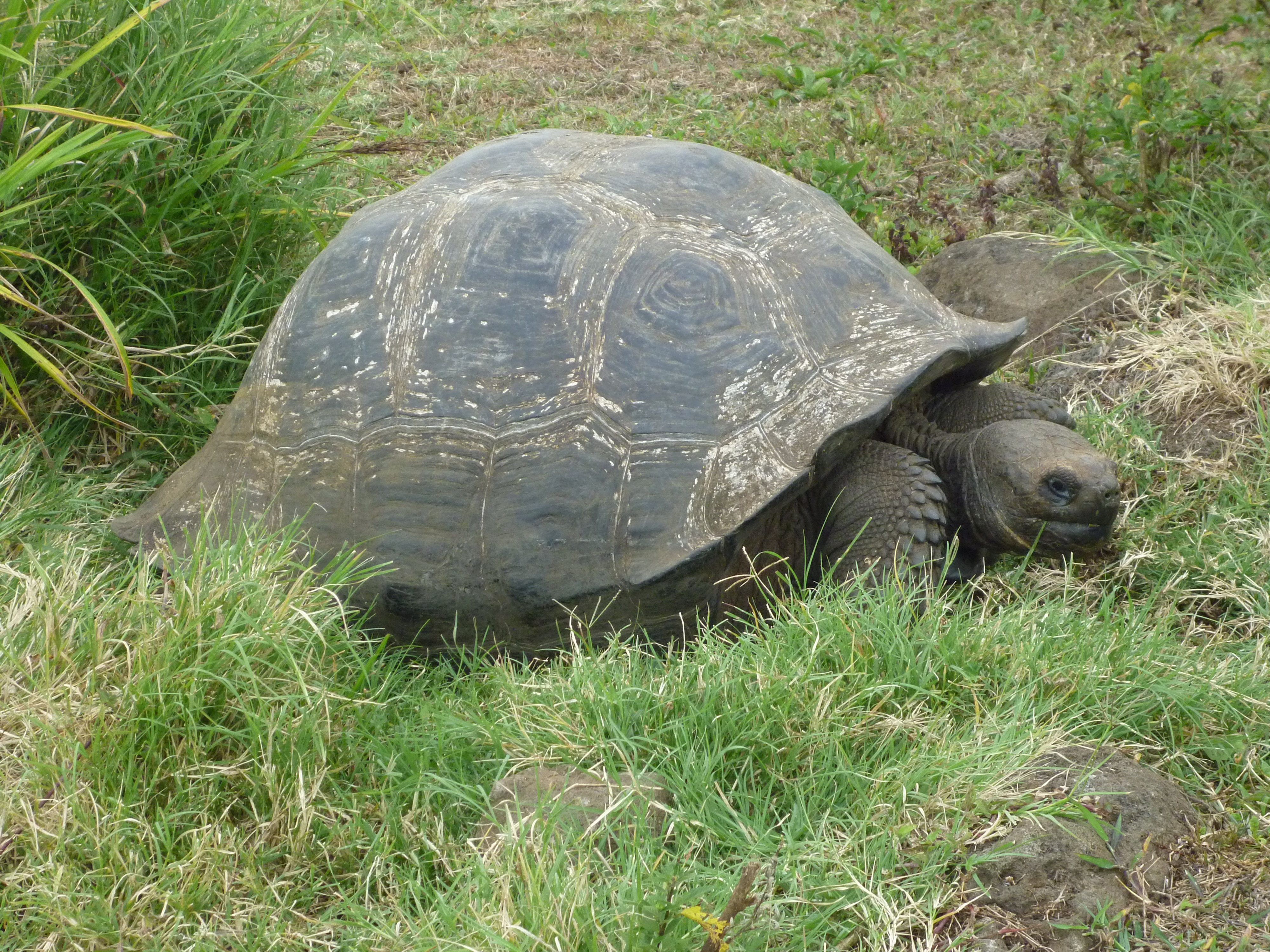
Tortue géante des Galápagos, île Santa Cruz.
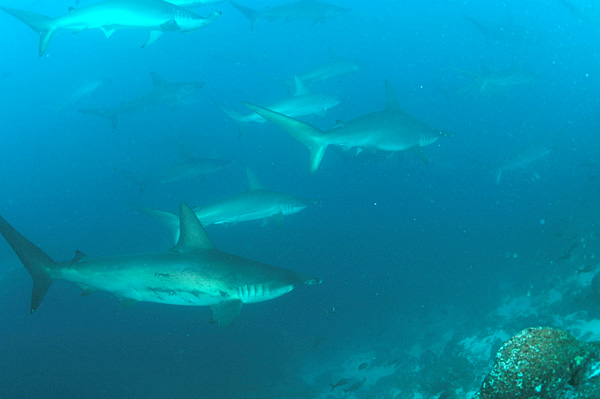
Requins-marteaux, île Wolf.

### Volcans importants

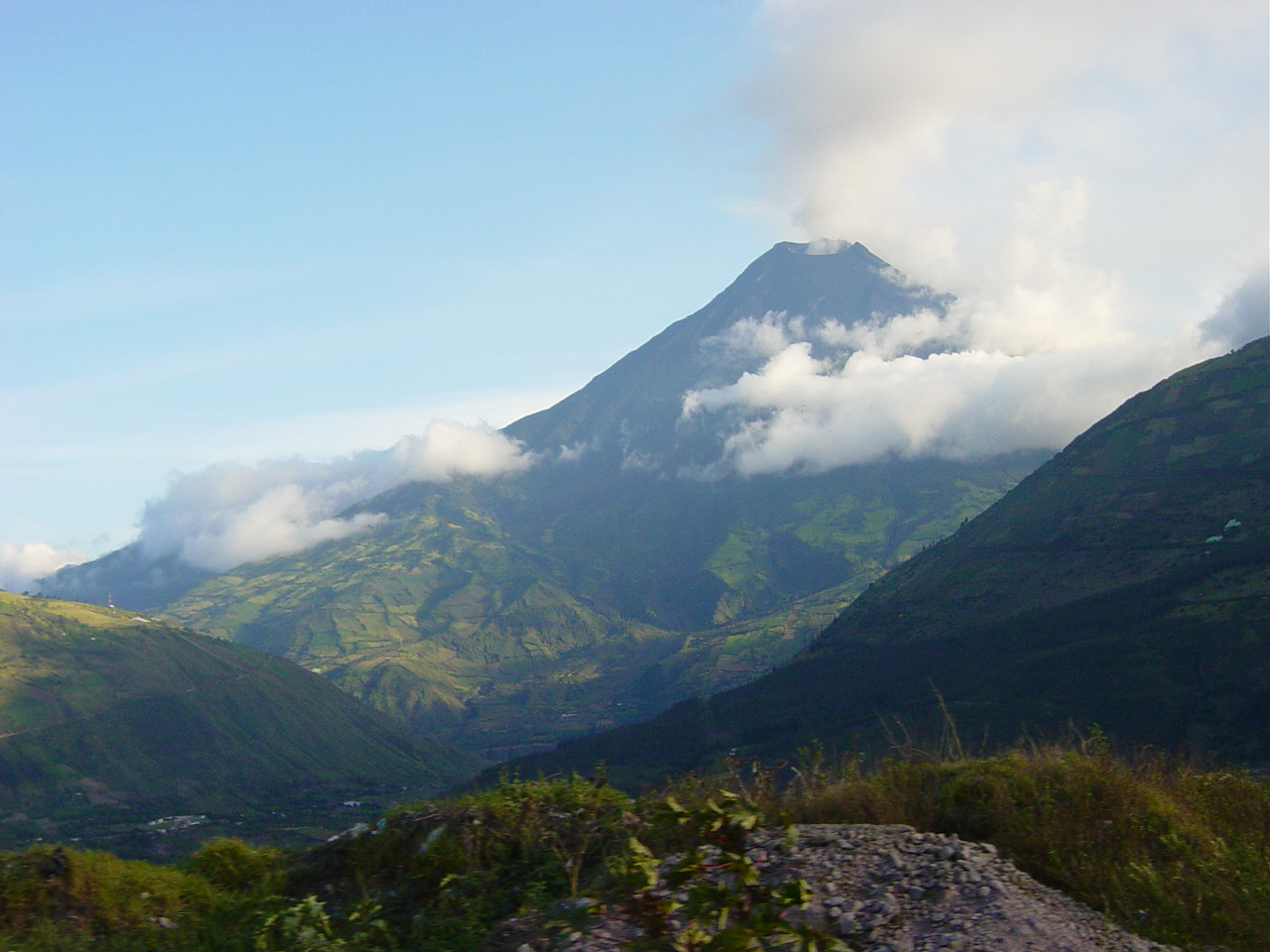
Volcan Tungurahua.

Comme tous les pays de la Ceinture de feu du Pacifique, l'activité volcanique est intense.
Le grand nombre de volcans implique qu'il est fréquent que plusieurs d'entre eux soient en éruption simultanément ; émission de gaz et de cendres, plus rarement de la lave.
- Chimborazo (6 310 m), l'un des plus hauts volcans de l'hémisphère sud (le Nevado Ojos del Salado est le plus haut volcan, à 6 891 m), et également le point de la surface terrestre le plus éloigné du centre de la terre (à cause de l'aplatissement de la terre aux pôles).
- Cotopaxi (5 897 m), sur la bordure occidentale de la cordillère Orientale.
- Cayambe (5 785 m), situé sur la ligne équatoriale.
- Antisana (5 753 m), proche de Quito.
- Altar (5 319 m).
- Tungurahua (5 023 m).
- Guagua Pichincha (4 784 m), le volcan actif qui surplombe Quito.

### Catastrophes naturelles

#### Tremblements de terre
Les tremblements de terre constituent le premier risque de catastrophe naturelle. Comme tous les pays andins, situés près de la zone d'affrontement de la plaque continentale d'Amérique du Sud et de la plaque océanique du Pacifique, l'Équateur est victime de tremblements de terre et d'éruptions volcaniques.
Parmi les tremblements de terre récents, on peut signaler celui du 5 mars 1987. De magnitude 6,8 sur l'échelle de Richter, il détruisit une partie de la route Quito-Lago Agrio, renforçant ainsi pendant plusieurs mois l'isolement des provinces de l'Oriente. Il emporta une partie du pipe-line transportant le pétrole brut des stations de pompage de l'Oriente vers la raffinerie d'Esmeraldas. Environ 2 000 personnes vivant dans des vallées encaissées de la Cordillère ont péri lors de ce tremblement de terre.
Le 16 avril 2016, un séisme d'une magnitude de 7,8 affecte la zone côtière, principalement les provinces de Manabi et Esmeraldas, causant des destructions jusque dans la capitale économique Guayaquil. Dans les heures qui suivent les secousses, 77 morts et 588 blessés sont comptabilisés. L'eau potable, le gaz, l'électricité, internet et le téléphone sont coupés dans de nombreux endroits de la région, essentiellement dans les zones les plus proches de l'épicentre entre les villes de Pedernales et Muisne.

#### Intempéries
Comme le Pérou et la Colombie voisins, l'Équateur est souvent touché par de violentes intempéries, en particulier lors des épisodes El Niño, qui donnent lieu à des précipitations torrentielles pouvant à leur tour occasionner des inondations et des glissements de terrain meurtriers, comme ce fut le cas début 2017,.

### Glaciers
Les sept glaciers d'Équateur ont perdu en moyenne 54,4 % de leur surface depuis le début des années 1980 sous l'effet du réchauffement climatique. La recherche prédit leur disparition d'ici à 2100.

## Économie

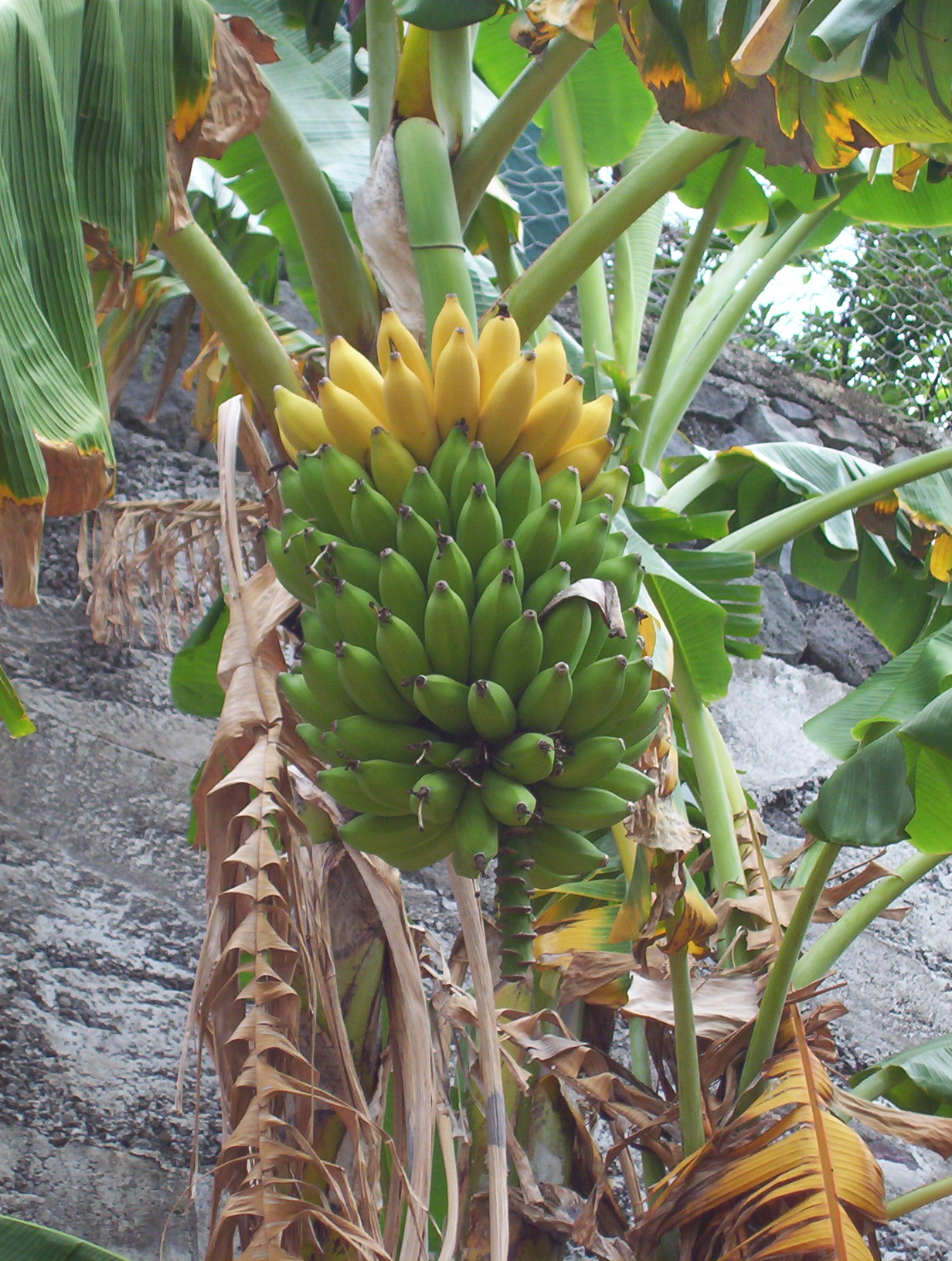
Bananier

PIB par habitant de l'Équateur de 1870 à 2022

L'économie exportatrice de l'Équateur repose principalement sur quatre éléments : la culture de la banane (1er exportateur mondial), le pétrole, le cacao et le tourisme.
Si le cacao est en déclin dans d'autres pays, ce n'est pas le cas de cette culture en Équateur, qui s'est maintenu quatrième ou cinquième au palmarès des producteurs mondiaux, mais loin derrière ses rivaux d'Afrique de l'Ouest.
Grâce à ses champs pétroliers nouveaux, le pays est aussi à la douzième place au palmarès des producteurs OPEP pendant la décennie 2010, après l'Algérie et le Qatar.
On peut noter aussi l'essor de l'exportation des fleurs coupées, la rose de Quito étant réputée comme étant la plus belle du monde et celle qui se conserve le mieux, de l'huile de palme et du célèbre chapeau Panama. L'autosuffisance alimentaire est atteinte sur de nombreux produits de base (en particulier les huiles et graisses alimentaires, dont les Équatoriens sont grands consommateurs, sont produites en grande quantité par la culture du palmier à huile et du soja). Outre les produits de la terre, d'autres ressources sont aussi exploitées, dont les produits de la pêche et les crevettes d'élevage, dont l'Équateur est le premier exportateur au niveau mondial.
Les dispositions inscrites dans la nouvelle constitution équatorienne, adoptée en 2008, établissent notamment un salaire minimum obligatoire et reconnaissent les mêmes droits à toutes les catégories de travailleurs (formels, informels, domestiques, etc).
Selon la Banque mondiale, la pauvreté en Équateur a fortement reculé en l'espace de quelques années, pour passer d'un taux de 36,7 % en 2007 à 22,5 % en 2014. Les inégalités, telles que mesurées par l'indice de Gini, ont baissé de 0,55 à 0,47 entre 2007 et 2014, ce qui fait de l'Équateur le pays latino-américain à avoir le plus fortement réduit les inégalités pour la période observée.
En 2017, le gouvernement de Lenin Moreno s'ouvre à des représentants du patronat et à des personnalités politiques conservatrices ; le ministère de l'Économie est notamment confié à Richard Martínez, le « patron des patrons équatoriens ». Le gouvernement adopte une politique de nature libérale : diminution des dépenses publiques, libéralisation commerciale, flexibilisation du code du travail, etc. La loi de développement productif instaure l'austérité et réduit les politiques de développement et de redistribution de la précédente mandature. Dans le domaine fiscal, les autorités visent à « favoriser le retour des investisseurs » en amnistiant les fraudeurs ainsi qu'en proposant des mesures de réduction des taux d'imposition à destination des grandes entreprises[source insuffisante].
En outre, le pouvoir renonce à taxer les hausses du prix des matières premières et les rapatriements de devises. Concernant les dépenses publiques, l'État ne peut désormais faire croître les dépenses publiques de plus de 3 % par an et restreint les déficits budgétaires au seul remboursement des intérêts de la dette. Les investissements sont ainsi sensiblement réduits, tandis que les privatisations sont facilitées par le biais de subventions garanties sur plusieurs années. Le gouvernement adopte le système international d'arbitrage des contentieux pour tous les investissements étrangers, ce qui enfreint pourtant la Constitution[réf. nécessaire]. Lenin Moreno annonce en février 2019 avoir obtenu un emprunt de plus de 10 milliards de dollars du Fonds monétaire international (FMI) et de la Banque mondiale, avec lesquels le gouvernement précédent avait rompu, « à des taux inférieurs à 5 % en moyenne et sur des durées de jusqu'à 30 ans ».
En 2024, l'Equateur est classé en 105e position pour l'indice mondial de l'innovation.

### Artisanat
L'Équateur est mondialement connu pour la fabrication de chapeaux de paille tissés à la main (dans les régions de Cuenca, Montecristi et Jipijapa) : les fameux chapeaux (mal nommés) panama ! Ce sont des chapeaux réalisés à partir de jeunes fibres de palmier produisant la "paja toquilla". Ces chapeaux de paille fine rencontrent un large succès, encore aujourd'hui, en Europe et aux États-Unis. Ils sont particulièrement appréciés pour leur finesse, leur légèreté, leur souplesse, leur fraîcheur, et le grand chic qu'ils procurent à ceux qui le portent. Les artisans, notamment dans la province de Manabi, utilisent la tagua, graine d'un palmier, surnommé « ivoire végétal ». La tagua est utilisée pour la fabrication artisanale de bijoux, de sculptures, de bibelots en forme d'animaux. On peut citer également la production de vêtements en laine d'alpaga, le tissage de tapis, le travail du bois (sculptures et meubles), dans certaines régions, par exemple près de San Antonio de Ibarra dans le nord du pays, ou la production de pièces en céramique, activité qui existait déjà à l'époque précolombienne. Si la plupart de ces produits artisanaux sont aujourd'hui fortement concurrencés par des produits industriels pour la plupart de leurs usages locaux, le tourisme fournit à certains artisans un débouché substantiel, par exemple sur de grands marchés artisanaux comme celui d'Otavalo.

### Agriculture

#### Histoire
À partir de la conquête espagnole, les communautés indigènes sont privées de l'accès aux terres qu'elles cultivaient traditionnellement, ce qui pénalise également les échanges commerciaux traditionnels entre zones andines et zones tropicales. Les communautés sont généralement rattachées à une hacienda, de laquelle font partie les travailleurs, qui sont vendus avec celle-ci quand elle change de main. La notion de propriété privée du sol, encore méconnue des amérindiens, devient de règle, à l'image de l'Europe qui dominait le monde entier à cette époque. Les colonisateurs s'approprient la plupart des terres, auxquelles on attribue un certain nombre d'indigènes pour les travailler : c'est le système de l'encomienda. Malgré la nécessité théorique d'obtenir l'accord des populations indigènes concernées, il s'agissait en pratique d'accaparement des terres et d'esclavage des natifs.
Le système du huasipungo émerge au XVIIIe siècle. Par ce système, une forme de servage, les propriétaires s'attachent le travail à temps plein des indigènes vivant sur leur propriété, en échange d'un lopin de terre qu'ils louent par leur travail. Ce système permet aux propriétaires de haciendas de disposer d'une main d'œuvre à plein temps (les huasipongueros). Ce système cohabite toutefois avec le système de la mita. Une partie des Indiens fuit toutefois les haciendas et vit dans les hautes terres, ce qui est rendu difficile car les principales ressources en eau et en bois ainsi que les terres les plus fertiles sont contrôlées par les haciendas, qui en permettent l'accès seulement aux huasipongueros et aux mitayos. La diversité des espèces et variétés locales cultivées à l'époque préhispanique est maintenue dans les jardins des huasipungueros ainsi que par les communautés qui vivent en altitude hors des haciendas. L'accès à ces ressources, ainsi qu'un système par lequel les huasipongueros sont forcés de s'endetter vis-à-vis du propriétaire, sont les deux principaux mécanismes qui permettent le maintien de cette situation de servage,. Une autre pratique courante des propriétaires consistait à louer des haciendas aux indigènes et en exiger la moitié de ses récoltes. Ainsi, celui qui produisait du riz ou du blé ne pouvait pas toujours en conserver la quantité suffisante afin de mener une vie décente.
Les haciendas se sont rapidement transformées en monocultures de produits d'intérêt pour les pays développés. Elles devenaient des cultures d'exportation pour alimenter les métropoles, aux dépens des cultures vivrières destinées aux besoins des populations autochtones.
La règle de la propriété privée s'est perpétuée au fil de l'histoire. Les terres demeurent souvent à ce jour des propriétés agricoles privées. Cependant, à la suite de plusieurs révoltes du peuple autochtone et à une prise de conscience des pays développés quant à l'injustice d'autrefois, beaucoup de terres ont été rendues au peuple équatorien. Pour améliorer la situation des paysans, il fallait leur donner des terres à exploiter. Mais il en manquait terriblement, car avec ses 264 000 km2, l'Équateur est passé de 3,5 millions d'habitants en 1950 à 7,5 millions en 1977. Sa population a donc plus que doublé en 27 ans avec une croissance de 3,4 % par année. De plus, le phénomène des monocultures s'est aussi perpétué au fil du temps. Ces terres appartiennent souvent à des compagnies étrangères transnationales qui ont les moyens de s'approprier les grandes terres planes de bonne qualité. Ces haciendas sont exploitées pour les cultures d'exportation rentables telles que les bananes, le café et le sucre. Ainsi, les paysans sont obligés de cultiver sur des terres de moindre qualité. Il s'agit souvent de pentes fortes sur lesquelles se déclenchent déjà des phénomènes d'érosion. Les cultures d'exportation créent beaucoup d'emplois pour la population équatorienne toujours grandissante et stimule l'économie, mais elles monopolisent des terres sur lesquelles pourrait s'effectuer de l'agriculture vivrière dans une optique de développement durable.

#### Performances
Malgré une urbanisation rapide, l'agriculture reste une composante importante de l'économie et de la société équatoriennes. Elle représentait, en 2010, 6,8 % du PIB et elle employait, selon le recensement de la population de 2010, 29,3 % de la population active occupée. Les exportations agricoles ont procuré, en moyenne, 22 % des recettes en devises entre 1976 et 1985.
L'Équateur se divise en trois régions géographiques qui ont des climats distincts, permettant la culture de produits qui y sont particuliers. Il y a l'Oriente ou l'Amazonie, au climat équatorial, toujours chaud et humide. Elle abrite 6 % de la population, mais fait l'objet de colonisation rapide et anarchique. On y produit de la viande, de l'huile de palme et des produits forestiers. On compte aussi la Sierra, le cœur du pays, deux chaînes de montagnes élevées encadrant la série de dépressions du sillon interandin qui sont souvent surpeuplées. Cette région abrite 42 % de la population totale et a une agriculture principalement tournée vers la production de denrées vivrières pour le marché intérieur. On y produit notamment la pomme de terre, le maïs, le blé, les haricots, les légumes et les fruits. Vient enfin la Costa ou la Côte, entre l'océan et les Andes. Il s'agit d'une région de piémonts, plaines et collines alternées, au climat plutôt tropical, avec une pluviométrie très variable, parfois très sèche ou bien arrosée. Ce territoire regroupe 42 % de la population et produit les principales cultures d'exportation telles que les bananes, le cacao, le café, les crevettes et le sucre. On y produit aussi du riz, du maïs, des graines de soja, du sorgho et de la viande.

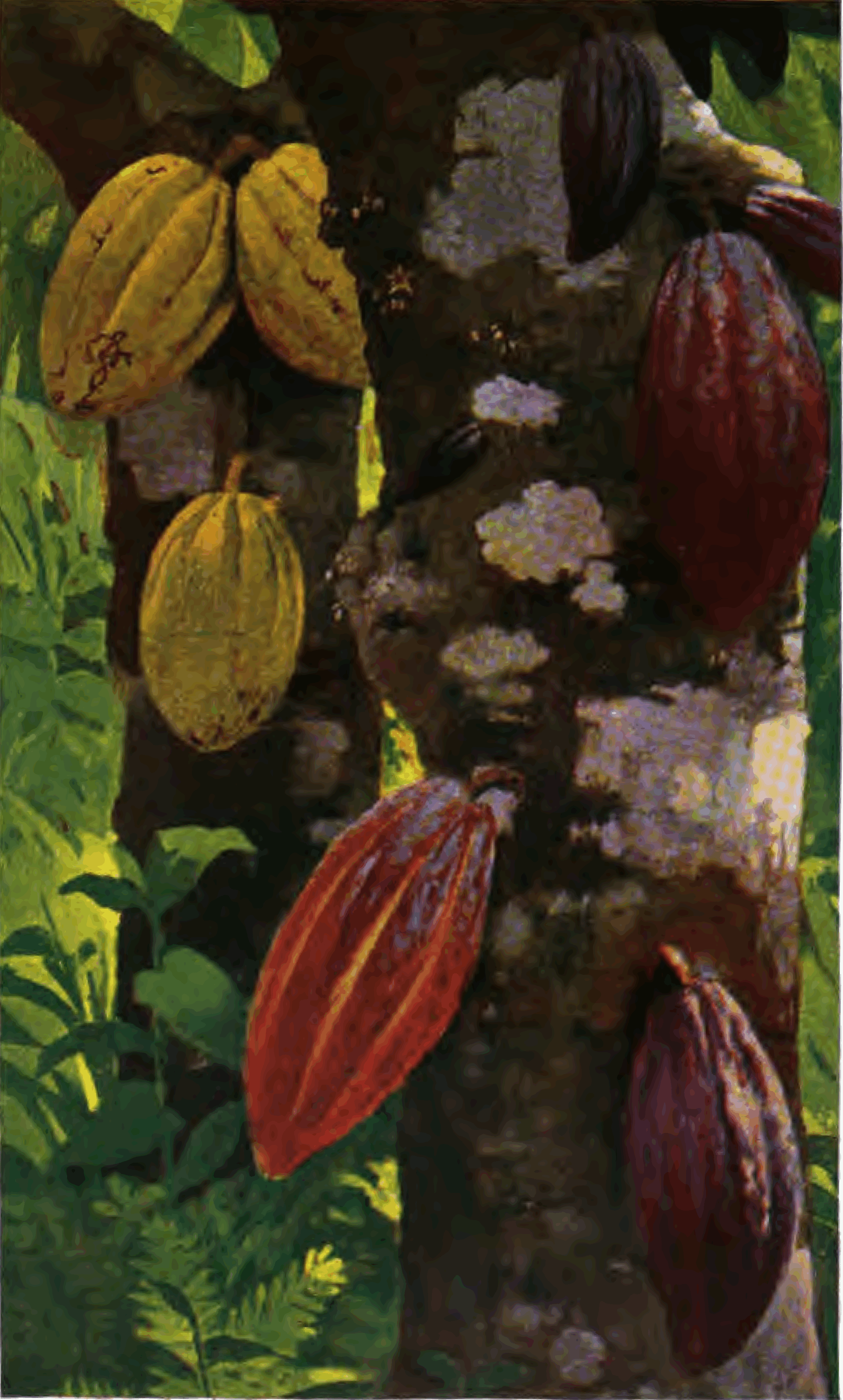
Cacao

#### Impacts écologiques
L'Équateur souffre d'autres impacts écologiques dus à l'agriculture outre la déforestation pour la création de nouvelles terres agricoles, qui est, par la destruction d'habitats, une menace à la biodiversité des écosystèmes du pays.
Une pratique agricole courante en Équateur est la création d'une série de fossés et d'arêtes. On appelle ce type de champ camellones. On creuse les fossés et on empile le matériel d'excavation pour créer les arêtes. Les fossés facilitent le drainage dans les endroits très humides et l'eau qui s'y retrouve limite les fluctuations de température de surface du champ et empêche la création de givre sur ce dernier dans les endroits de haute altitude. Puisque cette pratique est très efficace, ces types de champs sont souvent surexploités. Une étude sur la micromorphologie des sols montre que ces derniers sont souvent épuisés. Effectivement, l'étude sur un sol de camellone, menée par C. Wilson, explique que l'activité des microorganismes était autrefois élevée dans le sol, mais qu'elle est à présent presque absente. S'il y a peu de microorganismes présents pour décomposer et recycler la matière organique en nutriments disponibles aux plantes, la production primaire de ces dernières ralentit beaucoup et il y a donc encore moins de matière organique qui tombe au sol puis encore moins de microorganismes. Ce cercle vicieux entraîne une désertification des sols, ces derniers n'étant plus fertiles et donc ni propices à l'agriculture. Au bout de la ligne, l'agriculture intensive sur les sols équatoriens, quoique efficace à court terme, appauvrit les sols à long terme.
Un autre impact important est l'érosion et l'appauvrissement des sols en pente sur lesquels les paysans cultivent souvent. Afin de créer une terre agricole, les pentes sont souvent défrichées. On enlève ainsi les arbres dont les racines retiennent les nutriments dans le sol et empêchent l'érosion. Lorsqu'il pleut, les nutriments sont emportés par le ruissellement en bas de pente et le sol s'érode. Le sol devient donc de plus en plus pauvre et par conséquent, le choix d'espèces à cultiver devient de plus en plus limité.

## Tourisme
Le président équatorien Lenín Moreno a souhaité dans les années 2010 faire du tourisme durable un pilier de l'économie, davantage que le pétrole brut. En 2017, l'Equateur avait au total accueilli 1,6 million de visiteurs, soit 14 % de plus en un an, mais beaucoup moins que des pays voisins comme le Pérou, et il a souhaité, pour éviter la dérive du Machu Picchu, préserver son archipel volcanique des Galapagos, constitué de 19 grandes îles et de dizaines d'îlots rocheux.

## Population

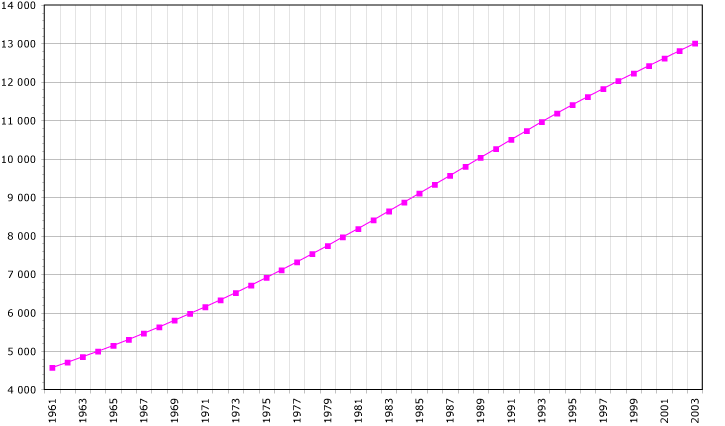
Évolution de la démographie entre 1961 et 2003 (chiffre de la
FAO, 2005). Population en milliers d'habitants.

Le dernier recensement officiel de 2022 fait état d'une population de 16 938 986 habitants. L'estimation actuelle fournie par la Banque Mondiale donne environ 15,7 millions d'habitants. Elle est divisée en quatre groupes ethniques. Les métis sont de loin ceux qui ont le plus de poids démographique parmi toutes les ethnies équatoriennes, et constituent plus de 79,3 % de la population actuelle. Les Amérindiens sont la deuxième ethnie avec une représentation démographique aux alentours de 7 %. Les Européens et créoles, les descendants directs des colonisateurs espagnols, représentent 6,1 % de la population. La minorité ayant la plus faible représentation sont les Afro-Équatoriens (les Mulatos et les Zambos) qui sont 7,2 %.

### Santé
La population est en moyenne très jeune puisque l'âge moyen est de 25,3 ans alors que l'espérance de vie est de 75,8 ans. La mortalité infantile, de 24,4 pour 1000 en 2005, est passé à 18,3 en 2015. Grâce au développement rapide du pays, environ 97 % de la population a accès à l'eau potable.
Entre 2008 et 2016, le gouvernement a multiplié par cinq la moyenne annuelle des dépenses de santé de la période 2000-2008. De nouveaux hôpitaux publics ont été construits, le nombre de fonctionnaires a significativement progressé et les salaires ont été augmentés. En 2008, le gouvernement instaure une couverture sociale universelle et obligatoire.
En 2015, la corruption demeure un problème. Les surfacturations et autres surcouts sont enregistrés dans 20 % des établissements publics et dans 80 % des établissements privés.

### Immigration et émigration
De nombreuses communautés nationales sont représentées en Équateur. Des Chinois venus dans le pays au XIXe siècle participer à la construction des deux voies ferrées[réf. nécessaire] reliant Quito à Guayaquil d'une part et Quito à San Lorenzo via Ibarra d'autre part. Aujourd'hui beaucoup de leurs descendants ont ouvert des restaurants chinois appelés Chifas ou des épiceries. À Guayaquil, nombre de commerçants sont d'origine libanaise. Trois personnalités issues de cette communauté libanaise ont d'ailleurs accédé à des fonctions politiques importantes : Abdalá Bucaram dit el Loco, ancien maire de Guayaquil et président de la République en 1996, Jamil Mahuad, ancien maire de Quito et président de la République de 1998 à 2000, Alberto Dahik (en), ancien vice-président de Sixto Duran Ballen de 1992 à 1995. Dans la deuxième moitié du XXe siècle, l'Équateur a reçu des Argentins, des Chiliens, et des Uruguayens fuyant les dictatures en place dans leurs pays d'origine[réf. nécessaire]. De nos jours, l'immigration est principalement d'origine colombienne, constituée de populations fuyant le conflit interne de ce pays (guérilla, insécurité). On estime que plus d'un demi-million de Colombiens vivent légalement en Équateur[réf. nécessaire]. Dans une moindre mesure, des migrants provenant du Pérou, de Cuba, d'Haïti, de Bolivie, de Chine et d'autres États américains arrivent en Équateur principalement à la recherche de travail[réf. nécessaire]. L'Équateur accueille le plus grand nombre de réfugiés en Amérique latine[réf. nécessaire].

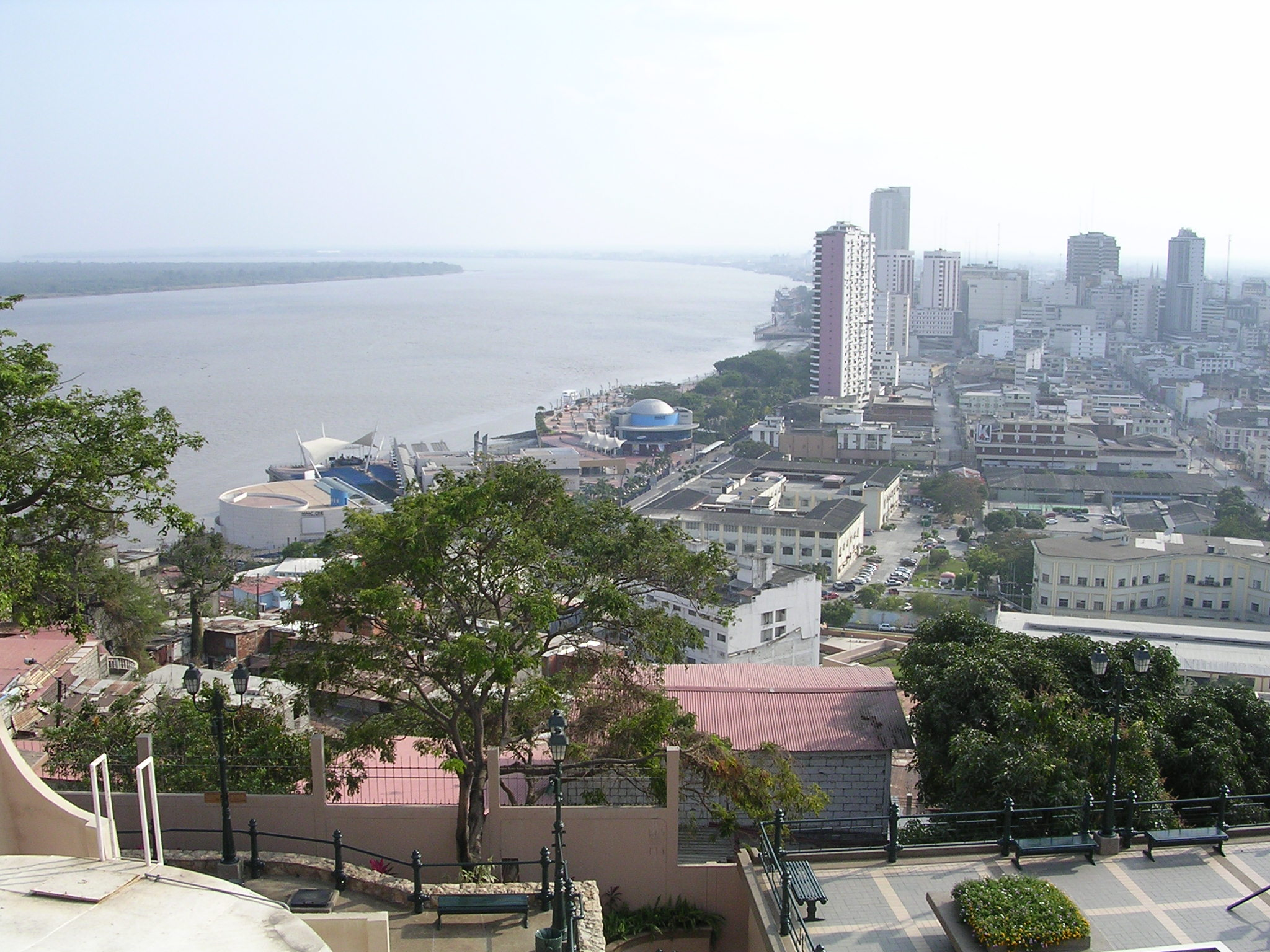
Guayaquil (la première ville la plus peuplée)

Par ailleurs, un grand nombre d'Équatoriens vit à l'étranger, particulièrement en Espagne (487 239 en 2005 selon les chiffres officiels), aux États-Unis (436 409 en 2005, chiffres officiels), au Venezuela, au Chili, en Colombie et au Pérou (pour ces deux derniers pays, aucun chiffre officiel n'est disponible). Les envois d'argent de ces émigrés vers l'Équateur s'élevaient à 2,495 milliards de dollars pour l'année 2009, ce qui en fait une très importante source de devises pour le pays.
Beaucoup de français sont présents à Quito pour la recherche scientifique[réf. nécessaire].

## Éducation
Actuellement les indices d'analphabétisme ont été remarquablement réduits avec campagnes d'alphabétisation imposées par le gouvernement. En effet près de 94 % de la population équatorienne sait lire et écrire.
Les réformes éducatives entreprises en 2008 ont poussé l'actualisation et la modernisation de la qualité éducative, entre celles-ci, une implantation de technologies d'apprentissage, une amélioration d'infrastructures, des constructions de nouvelles unités éducatives, entre autres. L'école est obligatoire et gratuite de 5 à 17 ans. Les apprentissages sont divisés en trois sections : apprentissage initial (3-5 ans, non obligatoire), éducation générale basique (5-14 ans, obligatoire) et bacchalauréat unifié (15-17 ans, obligatoire)
- Liste des universités en Équateur
- Système éducatif de l'Équateur (es)
- Les études d'architecture sont très présentes.

## Criminalité
Le taux d'homicides pour 100 000 habitants est tombé de 18 en 2011 à 5,8 en 2017, faisant alors de l'Équateur l'un des pays les plus sûrs du continent américain. Ce résultat a notamment été obtenu après une profonde réforme de la police, réputée pour sa corruption et son inefficacité. La durée de formation des policiers et leur rémunération ont été sensiblement augmentés, et des investissements ont été consacrés à la modernisation des équipements.
En outre, depuis 2007, une nouvelle approche a été adoptée, moins répressive et donnant une plus grande attention à la prévention et à la réinsertion. L'accès aux programmes sociaux a été facilité pour les anciens délinquants. Surtout, la diminution de la pauvreté semble être la raison principale de l'amélioration de la situation sécuritaire.
Toutefois, en 2020 et 2021, la situation dans les prisons équatoriennes apparait comme critique. Alors que la surpopulation carcérale dépasse les 30 %, 103 assassinats dans les prisons sont dénombrés en 2020. En février 2021, des affrontements entre gangs pour le contrôle des principales prisons du pays causent la mort de 79 détenus en une seule journée. En juillet, des émeutes font 22 morts et une soixantaine de blessés. En septembre, 118 détenus sont tués et des dizaines blessés dans de nouveaux affrontements entre groupes rivaux. Les prisons équatoriennes sont considérées comme les pires d'Amérique du Sud en matière de sécurité, la situation s'étant fortement détériorée en l'espace de seulement quelques années. Le 19 octobre 2021, le président Guillermo Lasso décrète l'état d'exception pour 60 jours et annonce des patrouilles de l'armée et des forces de police sur tout le territoire afin de lutter contre la criminalité issue du trafic de drogues.

## Langues
Le pays est multilingue.
La langue espagnole, langue maternelle de 78 % de la population, est comprise par 93 %. Le kichwa (proche du quechua) demeure la langue amérindienne la plus utilisée, sans risque proche d'extinction. Les espagnols équatoriens (andin, amazonien, des Galapagos) comportent quelques particularités (modismos).

## Religion
| Religion           | Pourcentage |
| ------------------ | ----------- |
| Catholicisme       | 79 %        |
| Protestantisme     | 13 %        |
| Sans religion      | 5 %         |
| Autres confessions | 3 %         |

### Catholicisme
L'Équateur est un pays historiquement catholique, où la religion a joué un rôle déterminant dès le début de la conquête espagnole, et l'Église catholique d'Équateur a amassé des richesses considérables durant la période coloniale via les dons et la collecte de dîmes. Pendant toute la période coloniale et jusqu'à l'accession de Eloy Alfaro à la présidence, le catholicisme a été la religion d'État en Équateur. À partir de 1895 toutefois, Eloy Alfaro autorise la pratique des religions autres que le catholicisme et saisit une part importante des terres appartenant à l'Église, et la Constitution de 1945 réaffirme la liberté de culte et la séparation de l'Église et de l'État. L'Église catholique continue toutefois à jouer un rôle important dans la société équatorienne, en particulier au cours des années 1960 et 1970, au cours desquelles des prêtres proches de la théologie de la libération, comme Leonidas Proaño, veulent faire de l'Église une force de transformation sociale, n'hésitant pas à entrer en conflit avec les autorités militaires qui gouvernent le pays. En 2011, l'Équateur se divise en quatre archevêchés sis à Quito, Cuenca, Guayaquil et Portoviejo.
Bien que l'immense majorité des Équatoriens soient catholiques 79 % en (2014), la plupart des catholiques ne sont pas pratiquants et la grande majorité des protestants sont des évangéliques et sont très pratiquants. Tandis que d'autres pratiquent leur religion d'une façon fort éloignée de la doctrine officielle de l'Église catholique, comme c'est le cas par exemple des indigènes kichwa de la Sierra, qui pratiquent des formes de syncrétisme mariant des éléments de catholicisme avec leurs croyances ancestrales.

### Autres religions
Un grand nombre de religions sont pratiquées en Équateur, pour la plupart des variantes du christianisme. À titre d'exemple, quinze religions sont pratiquées de façon significative à Guayaquil. Les églises évangéliques ont connu un important essor à partir des années 1960 et 1970, et aspirent à jouer un rôle politique au travers d'organisations comme la FEINE (Conseil des peuples et organisations indigènes évangéliques d'Équateur). Les témoins de Jéhovah et les mormons ont également une présence importante dans le pays.

## Culture

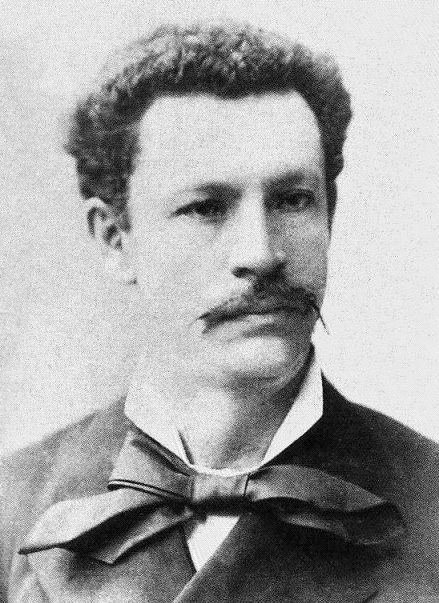
Juan Montalvo, Ambato

L'Équateur est un pays très catholique où l'on parle l'espagnol et des langues amérindiennes (comme le kichwa ou le shuar). Il existe toutefois un certain contraste entre l'aire culturelle de la région de la Costa et celle de la Sierra.
La culture équatorienne est marquée par la confluence de la culture espagnole, puis créole, avec des traditions d'origine précolombienne fortement enracinées. Sur le plan musical par exemple, la musique traditionnelle équatorienne utilise aussi bien des instruments traditionnels européens comme la trompette, la guitare ou l'accordéon que des instruments andins comme la quena ou la flûte de Pan. Cette rencontre a donné naissance à des genres de musique comme le Passacaille. Le compositeur contemporain Luis Humberto Salgado s'est inspiré de ces musiques traditionnelles équatoriennes pour beaucoup de ses œuvres, dont la Symphonie équatorienne.
Le pasillo est un genre musical extrêmement populaire en Équateur, au point d'être considéré comme la musique équatorienne par excellence, et un symbole national. Les pasillos sont généralement des chansons mélancoliques célébrant la beauté féminine et la nostalgie de l'être aimé. Le pasillo équatorien a connu son apogée international avec le chanteur Julio Jaramillo. Parmi les compositeurs réputés de ce genre musical, on trouve des noms tels que Francisco Paredes Herrera, surnommé « le prince du pasillo équatorien », Enrique Espín Yépez, Segundo Cueva Celi, Enrique Ibáñez Mora, Cristóbal Ojeda ; parmi les interprètes, des noms tels que le guitariste Homero Hidrovo, le pianiste et guitariste Segundo Bautista, le duo Benítez-Valencia, les frères Miño Naranjo, Los Brillantes, les frères Villamar, et plus récemment Las Tres Marías, les frères Nuñez et Juan Fernando Velasco. La chanteuse de pasillo la plus connue est Carlota Jaramillo, surnommée « la reine de la chanson nationale » ou « la reine du pasillo équatorien ».
L'Équateur a également vu naître le compositeur de musique électroacoustique Mesías Maiguashca et le peintre Oswaldo Guayasamín.
Parmi les poètes et écrivains équatoriens les plus importants, on peut citer entre autres Juan León Mera, Jorge Icaza, Juan Montalvo, Benjamin Carrión (es), José de la Cuadra, Alicia Yánez Cossío, Gabriela Alemán, Karina Gálvez (es), Jorge Enrique Adoum et d'autres.
Sur le plan architectural, l'architecture coloniale est particulièrement riche et bien conservée en Équateur, raison pour laquelle les villes de Quito et Cuenca sont classées au Patrimoine mondial de l'UNESCO.
Sur un plan plus anecdotique mais appartenant également au mode de vie équatorien, l'« heure équatorienne » symbolise la tendance des Équatoriens à arriver en retard aux rendez-vous (jusqu'à plusieurs heures), à tel point que le gouvernement a lancé en octobre 2003 une campagne de lutte contre cette coutume, que l'on retrouve également au Pérou,.

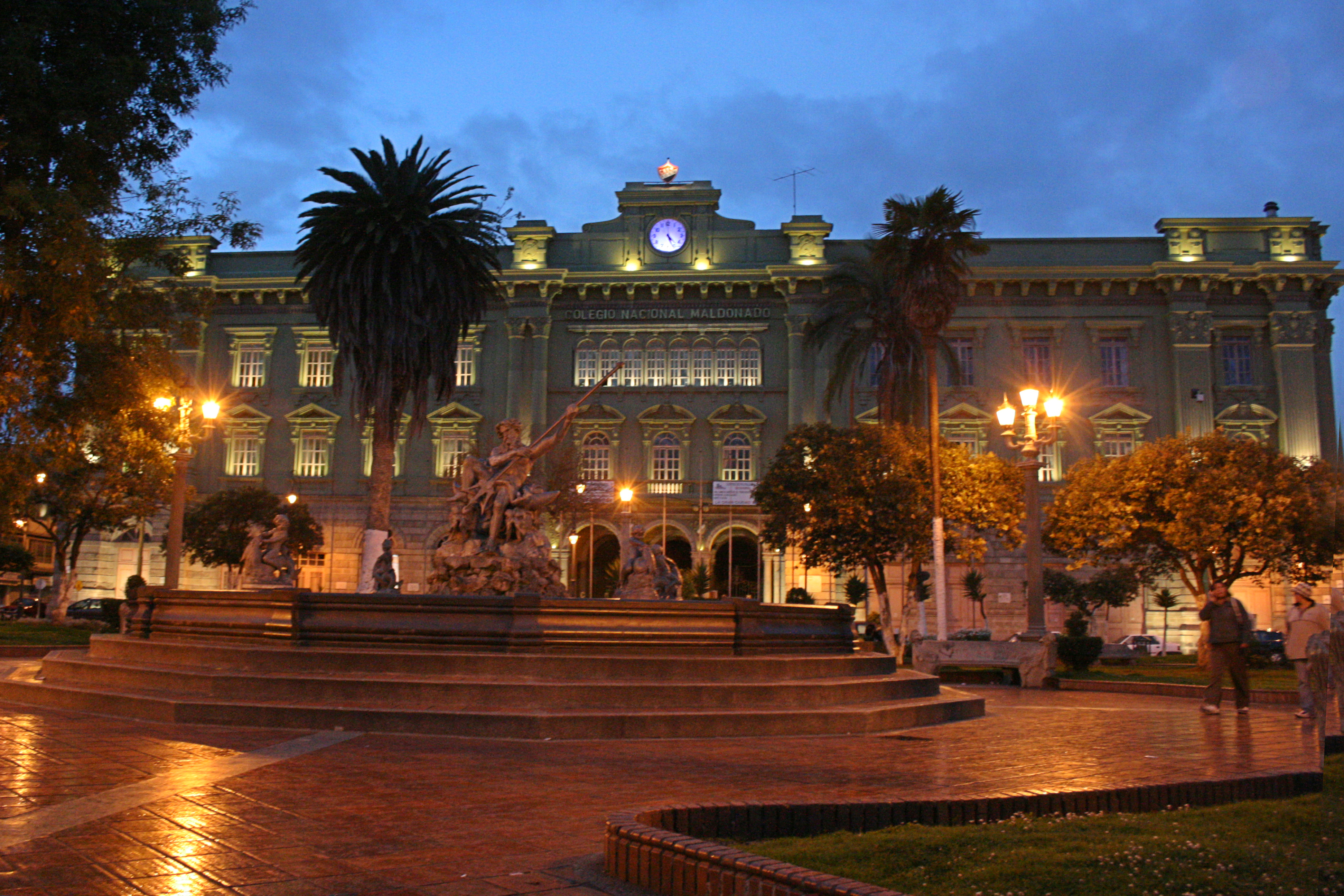
Parc Sucre à Riobamba

| Date            | Nom français                                                      | Nom local                    | Remarques |
| --------------- | ----------------------------------------------------------------- | ---------------------------- | --------- |
| 1er janvier     | Jour de l'an                                                      | Año nuevo                    |           |
| février ou mars | Mardi gras, Carnaval                                              |                              |           |
| 12 février      | Découverte en 1542 de l'Amazone                                   |                              |           |
| 27 février      | Bataille de Tarqui et jour du Patriotisme et de l'Unité nationale |                              |           |
| mars ou avril   | Jeudi Saint et Vendredi Saint                                     | Jueves Santo y Viernes Santo |           |
| 1er mai         | Fête du travail                                                   | Día del Trabajo              |           |
| 24 mai          | Bataille de Pichincha                                             | Batalla de Pichincha         |           |
| 24 juillet      | Naissance de Simón Bolívar                                        | Natalicio de Simón Bolívar   |           |
| 25 juillet      | Fondation de Guayaquil                                            | Fundación de Guayaquil       |           |
| 10 août         | Fête nationale (Indépendance de Quito)                            | Día de la Independencia      |           |
| 9 octobre       | Indépendance de Guayaquil                                         | Independencia de Guayaquil   |           |
| 2 novembre      | Commémoration des Fidèles défunts (Toussaint)                     | Día de los fieles Difuntos   |           |
| 3 novembre      | Indépendance de Cuenca                                            | Independencia de Cuenca      |           |
| 6 décembre      | Fondation de Quito                                                | Fundación de Quito           |           |
| 25 décembre     | Noël                                                              | Navidad                      |           |

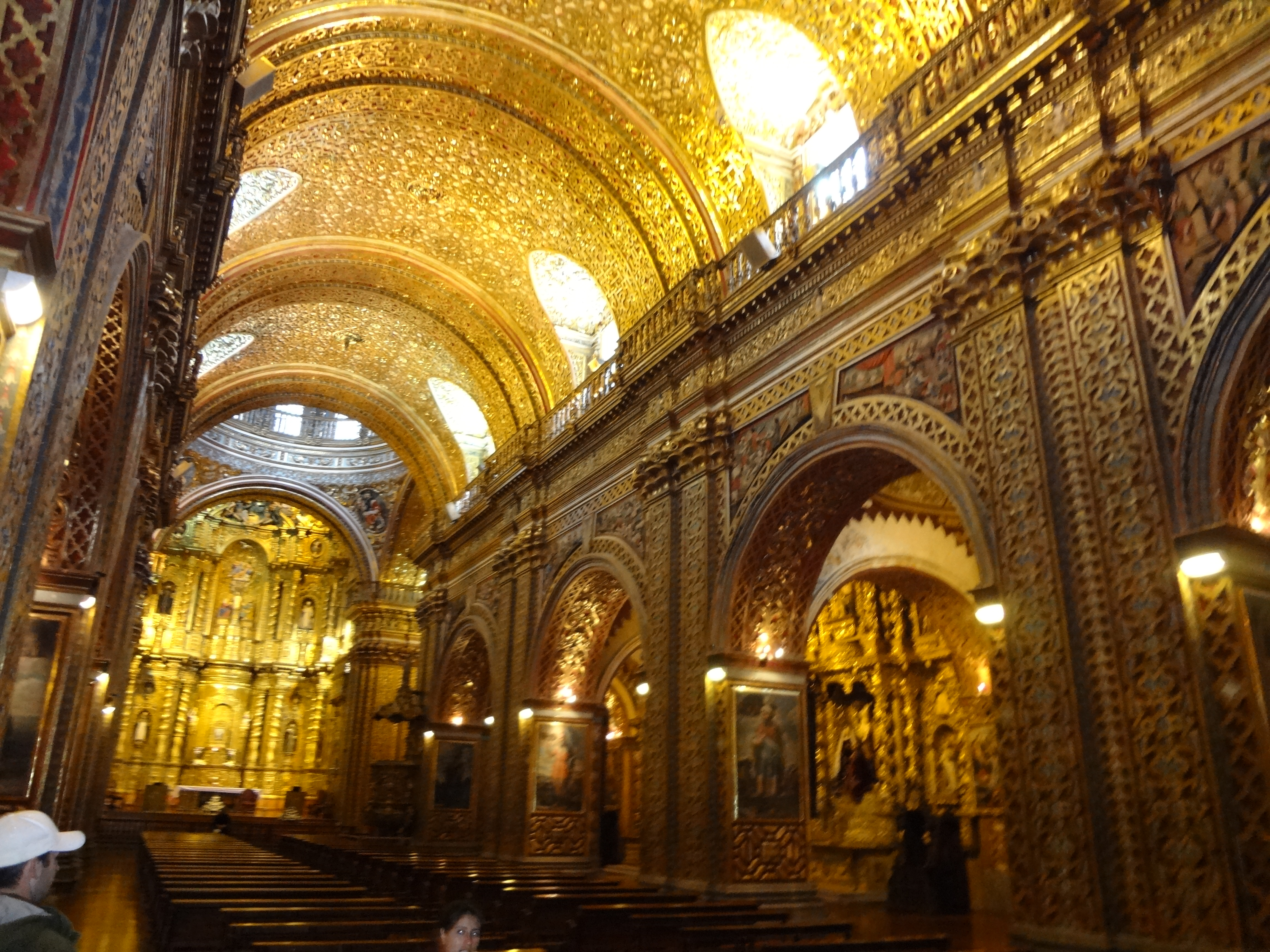
Église de la Compagnie de Quito de l'Audience Royale de Quito
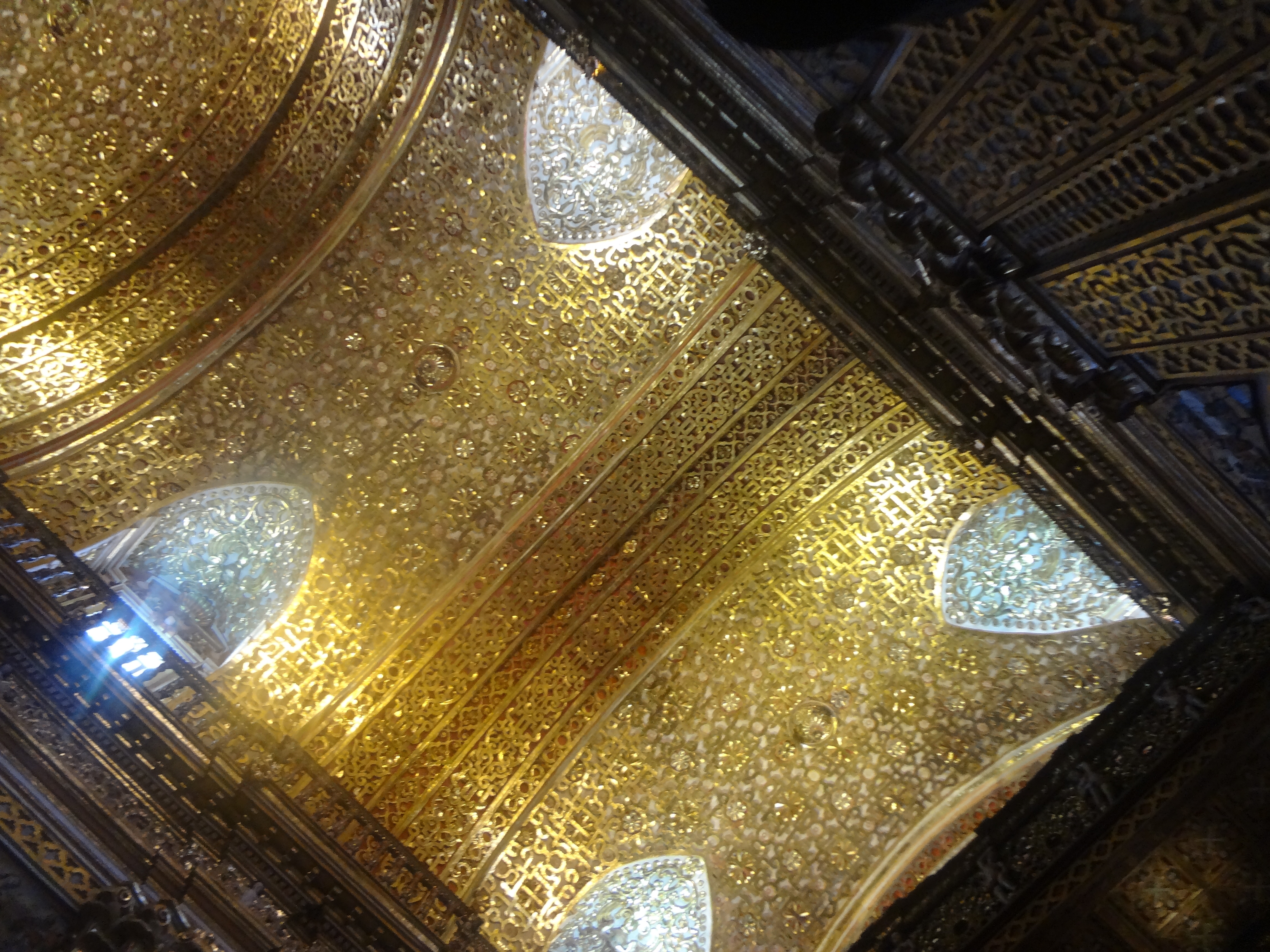
Église de la Compagnie de Quito
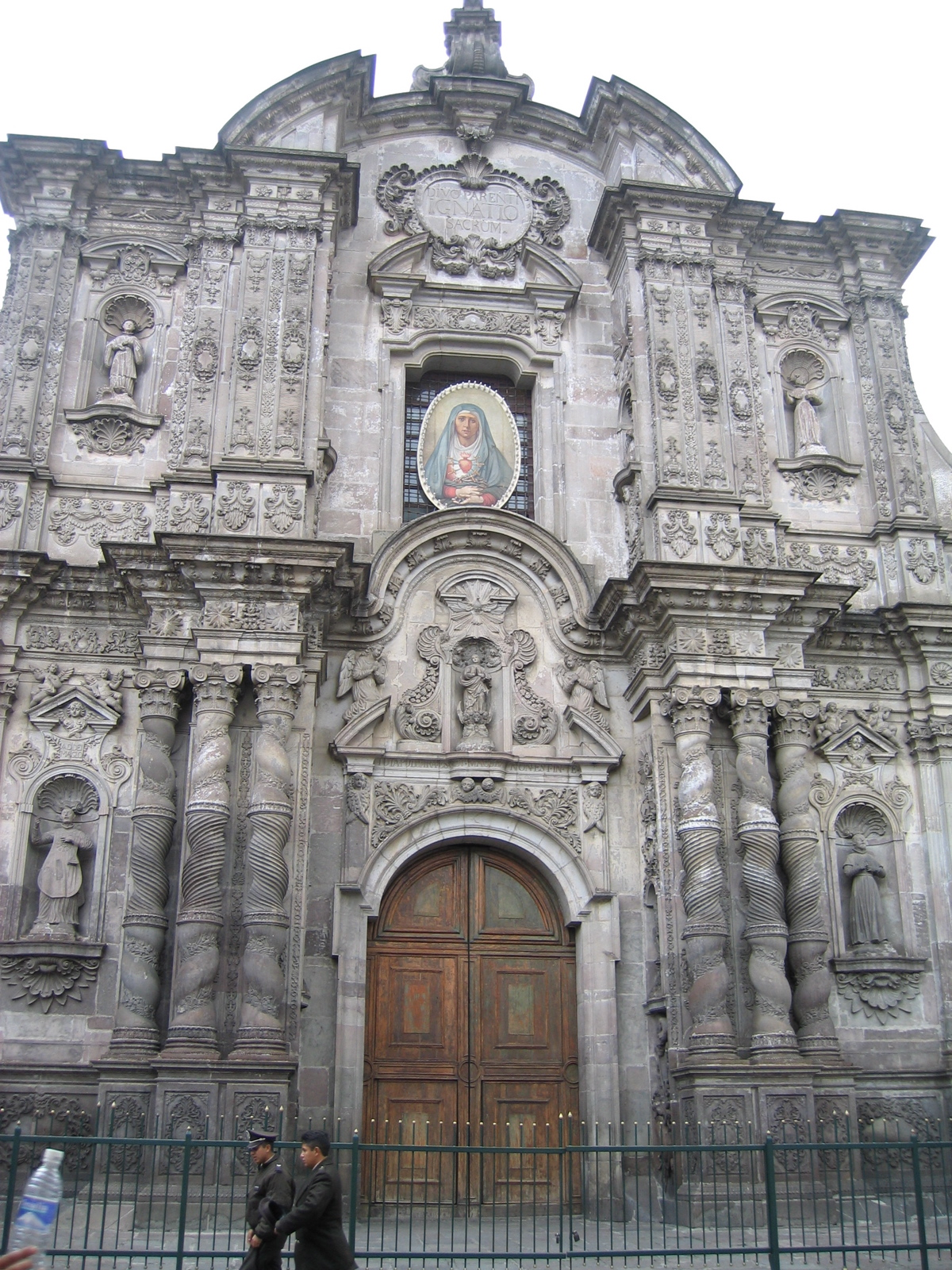
Église de la Companía de Jesús, Quito
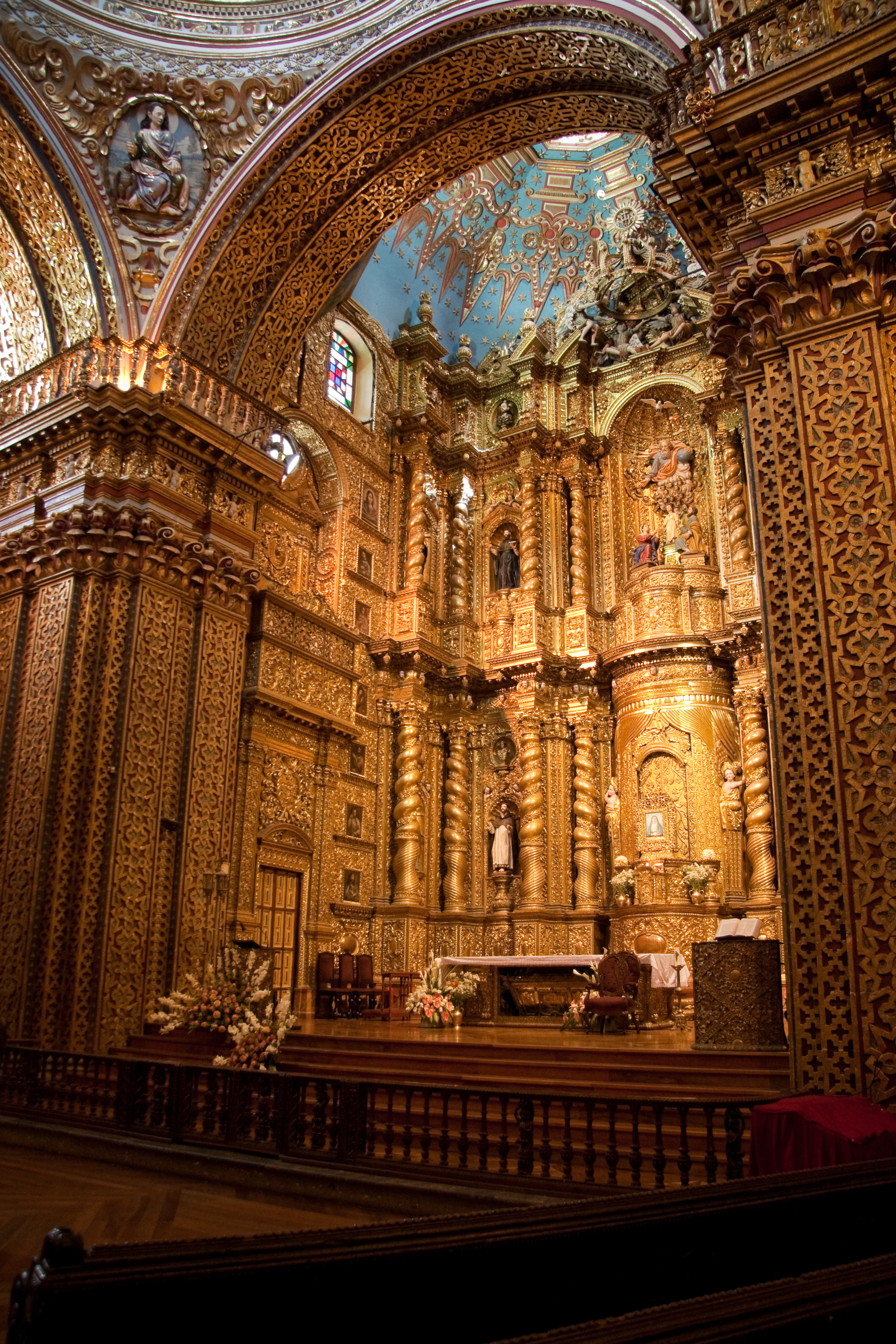
L'église de la Compagnie de Jésus à Quito, un exemple du style baroque quitén